# Rouffach
Rouffach (prononcer [ʁufak]  en français ; Ruffàch en alsacien) est une commune française située dans le département du Haut-Rhin et, depuis le 1er janvier 2021, dans le territoire de la Collectivité européenne d'Alsace, en région Grand Est. Cette commune se trouve dans la région historique et culturelle d'Alsace.
Rouffach est l'ancienne capitale des possessions haut-rhinoises des princes-évêques de Strasbourg : le « Haut-Mundat », constitué par les bailliages de Rouffach, Soultz et Eguisheim. Elle fut également pendant 53 ans le siège du Bailliage teutonique de Souabe, Alsace et Bourgogne.
La commune de Rouffach appartient à l’arrondissement de Thann-Guebwiller et au canton de Wintzenheim. Ses habitants sont appelés les Rouffachois.
Rouffach est nichée au pied des collines sous-vosgiennes : la superficie du territoire est de 4 005 hectares dont 460 hectares de vignobles et 1 240 hectares de forêt.
Rouffach est la ville de la pierre. Le matériau roi est le fameux grès jaune exploité dans les carrières du Strangenberg dès l'époque romaine et qui fut utilisé pour la construction de tous les monuments de la région (Colmar, Thann, Ensisheim, etc.)

## Localisation
Rouffach est située au confluent de l'Ohmbach et de la Lauch, à 15 km au sud de Colmar et 28 km au nord de Mulhouse. Le massif des Vosges abrite ses derniers contreforts qui portent un vignoble réputé notamment pour le grand cru Vorbourg.

## Communes limitrophes
Les communes limitrophes sont Pfaffenheim, Niederhergheim, Oberhergheim, Biltzheim, Oberentzen, Munwiller, Gundolsheim, Bergholtz, Orschwihr, Westhalten, Hattstatt, Herrlisheim-près-Colmar, Soultzmatt, Osenbach, Wasserbourg et Lautenbach.
| Osenbach   | Pfaffenheim | Niederhergheim |
| Westhalten | Rouffach    | Niederentzen   |
| Orschwihr  | Gundolsheim | Munwiller      |

## Géologie et relief
La commune se compose de 327,60 hectares de territoires artificialisés (8,18 %), 2 157,56 hectares de territoires agricoles (53,86 %) et 1 520,60 hectares de forêts et milieux semi-naturels (37,96 %).
Espaces naturels :

- Treize espaces protégé hors Natura 2000 :

rnr collines de Rouffach (luetzelthal),
rnr collines de Rouffach (bollenberg),
Untermamberg,
Oelberg,
Waldweg,
Haulen
Haulen  - parcelle en maitrise d'usage,
Bollenberg (cg68),
rnr collines de Rouffach (Luetzelthal)  - parcelle en maitrise d'usage,
rnr collines de Rouffach (Bollenberg)  - parcelle en maitrise d'usage.
- Trois espaces protégés Natura 2000 :

Collines sous-vosgiennes,
Site à chauves-souris des Vosges haut-rhinoises,
Hautes-Vosges, Haut-Rhin.
- Huit zones naturelles d'intérêt écologique, faunistique et floristique (Znieff) :

Colline calcaire du Bollenberg à Westhalten et Orschwihr,
Collines calcaires du Strangenberg, du Zinnkoepfle, du Lutzelberg, des Steinstuck, de l'Oelberg, du Vorburg et du Neuland,
Collines calcaires du piémont vosgien autour de Rouffach,
Prairies du vallon de Wintzfelden et mines de fer à Soultzmatt,
Paysage de prairies et de forêts du vallon de Wintzfelden,
Hautes Vosges haut-rhinoises,
Forêt alluviale de la Thur de Oberentzen à Sainte-Croix-en-Plaine,
Cours de la Lauch de Issenheim à Sainte-Croix-en-Plaine.
- Deux Sites bioarchéologiques :

Gallbühl,
Prêtres (rue des).

### Hydrographie et les eaux souterraines
Hydrogéologie et climatologie : Système d’information pour la gestion des eaux souterraines du bassin Rhin-Meuse :
Territoire communal : Occupation du sol (Corinne Land Cover); Cours d'eau (BD Carthage),
Géologie : Carte géologique; Coupes géologiques et techniques,
 Hydrogéologie : Masses d'eau souterraine; BD Lisa; Cartes piézométriques.

### Réseau hydrographique

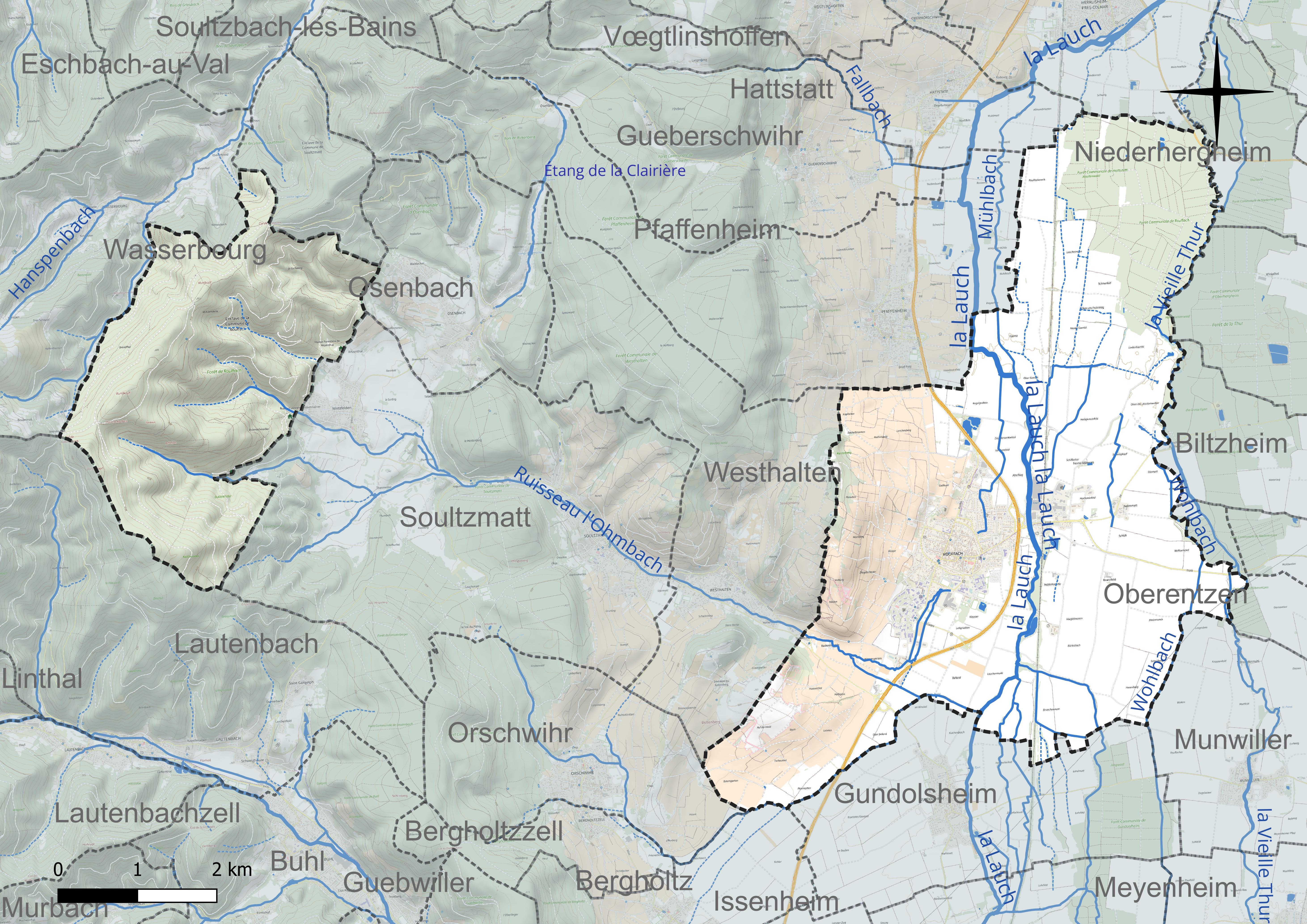
Réseau hydrographique de Rouffach.

La commune est dans le bassin versant du Rhin au sein du bassin Rhin-Meuse. Elle est drainée par la Lauch, la Vieille Thur, le Lohbach, le Holtzcanal, le Wohlbach, le ruisseau l'Ohmbach, le ruisseau Baren Bach, le Brunngraben, le Muhlbach de Pfaffenheim, le Renngraben, le Rinnengraben et le ruisseau Muhlmattenbach,,.
La Lauch, d'une longueur de 47 km, prend sa source dans la commune de Linthal et se jette  dans l'Ill à Horbourg-Wihr, après avoir traversé 18 communes. Les caractéristiques hydrologiques de la Lauch sont données par la station hydrologique située sur la commune. Le débit moyen mensuel est de 2,03 m3/s. Le débit moyen journalier maximum est de 29,6 m3/s, atteint lors de la crue du 5 janvier 2018. Le débit instantané maximal est quant à lui de 30,5 m3/s, atteint le même jour.
La Vieille Thur, d'une longueur de 26 km, prend sa source dans la commune de Pulversheim et se jette  dans la Lauch à Eguisheim, après avoir traversé 13 communes.
Le Lohbach, d'une longueur de 19 km, prend sa source dans la commune de Uffholtz et se jette  dans la Lauch sur la commune, après avoir traversé onze communes.

### Gestion et qualité des eaux
Le territoire communal est couvert par le schéma d'aménagement et de gestion des eaux (SAGE) « Ill Nappe Rhin ». Ce document de planification concerne la nappe phréatique rhénane, les cours d'eau de la plaine d'Alsace et du piémont oriental du Sundgau, les canaux situés entre l'Ill et le Rhin et les zones humides de la plaine d'Alsace. Le périmètre s’étend sur 3 596 km2. Il a été approuvé le 17 janvier 2005. La structure porteuse de l'élaboration et de la mise en œuvre est la région Grand Est.
La qualité des cours d’eau peut être consultée sur un site dédié géré par les agences de l’eau et l’Agence française pour la biodiversité.

## Climat
Pour des articles plus généraux, voir Climat du Grand Est et Climat du Haut-Rhin.
En 2010, le climat de la commune est de type climat des marges montargnardes, selon une étude du Centre national de la recherche scientifique s'appuyant sur une série de données couvrant la période 1971-2000. En 2020, Météo-France publie une typologie des climats de la France métropolitaine dans laquelle la commune est exposée à un climat semi-continental et est dans la région climatique Vosges, caractérisée par une pluviométrie très élevée (1 500 à 2 000 mm/an) en toutes saisons et un hiver rude (moins de 1 °C).
Pour la période 1971-2000, la température annuelle moyenne est de 10,5 °C, avec une amplitude thermique annuelle de 17,6 °C. Le cumul annuel moyen de précipitations est de 614 mm, avec 8,8 jours de précipitations en janvier et 9,3 jours en juillet. Pour la période 1991-2020, la température moyenne annuelle observée sur la station météorologique installée sur la commune est de 11,5 °C et le cumul annuel moyen de précipitations est de 621,8 mm. 
La température maximale relevée sur cette station est de 39,3 °C, atteinte le 13 août 2003 ; la température minimale est de −17,5 °C, atteinte le 13 janvier 1987,,.
| Mois                                  | jan.             | fév.             | mars           | avril         | mai            | juin          | jui.           | août          | sep.          | oct.          | nov.             | déc.            | année      |
| ------------------------------------- | ---------------- | ---------------- | -------------- | ------------- | -------------- | ------------- | -------------- | ------------- | ------------- | ------------- | ---------------- | --------------- | ---------- |
| Température minimale moyenne (°C)     | −0,2             | 0,3              | 3,2            | 6,4           | 10,3           | 13,6          | 15,2           | 14,8          | 11,2          | 7,6           | 3,5              | 0,7             | 7,2        |
| Température moyenne (°C)              | 2,6              | 3,7              | 7,5            | 11,3          | 15,3           | 18,8          | 20,6           | 20,3          | 16,2          | 11,6          | 6,4              | 3,4             | 11,5       |
| Température maximale moyenne (°C)     | 5,3              | 7,1              | 11,7           | 16,3          | 20,3           | 24            | 26             | 25,8          | 21,2          | 15,7          | 9,4              | 6               | 15,7       |
| Record de froid (°C) date du record   | −17,5 13.01.1987 | −14,7 07.02.1991 | −12,5 01.03.05 | −3,5 06.04.21 | 0,2 06.05.1991 | 4,2 02.06.06  | 7,4 03.07.1996 | 6 31.08.09    | 2 30.09.1995  | −4,4 25.10.03 | −10,2 23.11.1998 | −17 20.12.09    | −17,5 1987 |
| Record de chaleur (°C) date du record | 18,8 10.01.1991  | 21,5 25.02.21    | 26,2 31.03.21  | 29,5 22.04.18 | 34 25.05.09    | 37,7 30.06.19 | 38 25.07.19    | 39,3 13.08.03 | 33,5 15.09.20 | 29,1 07.10.09 | 23,1 07.11.15    | 17,2 20.12.1993 | 39,3 2003  |
| Précipitations (mm)                   | 40               | 33               | 35,1           | 43,3          | 72,8           | 66,7          | 65,6           | 64,2          | 50,3          | 58,5          | 44,5             | 47,8            | 621,8      |

| Diagramme climatique                                  |          |             |             |              |            |            |              |              |             |            |          |
| J                                                     | F        | M           | A           | M            | J          | J          | A            | S            | O           | N          | D        |
| 5,3−0,240                                             | 7,10,333 | 11,73,235,1 | 16,36,443,3 | 20,310,372,8 | 2413,666,7 | 2615,265,6 | 25,814,864,2 | 21,211,250,3 | 15,77,658,5 | 9,43,544,5 | 60,747,8 |
| Moyennes : • Temp. maxi et mini °C • Précipitation mm |          |             |             |              |            |            |              |              |             |            |          |

Les paramètres climatiques de la commune ont été estimés pour le milieu du siècle (2041-2070) selon différents scénarios d'émission de gaz à effet de serre à partir des nouvelles projections climatiques de référence DRIAS-2020. Ils sont consultables sur un site dédié publié par Météo-France en novembre 2022.

## Urbanisme

### Typologie
Au 1er janvier 2024, Rouffach est catégorisée bourg rural, selon la nouvelle grille communale de densité à sept niveaux définie par l'Insee en 2022.
Elle appartient à l'unité urbaine de Rouffach, une unité urbaine monocommunale constituant une ville isolée,. Par ailleurs la commune fait partie de l'aire d'attraction de Rouffach, dont elle est la commune-centre,. Cette aire, qui regroupe 2 communes, est catégorisée dans les aires de moins de 50 000 habitants,.

### Occupation des sols

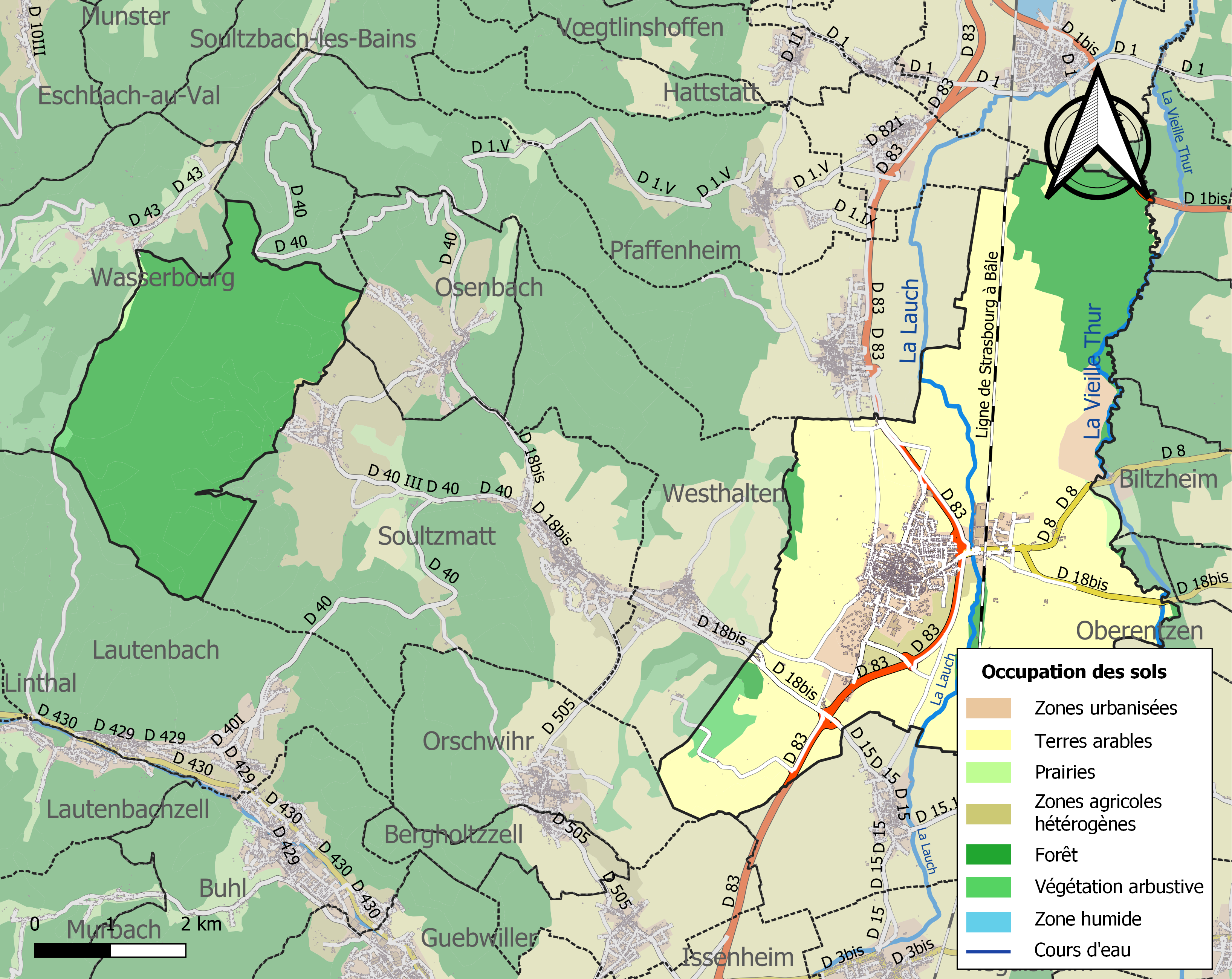
Carte des infrastructures et de l'occupation des sols de la commune en 2018 (CLC).

L'occupation des sols de la commune, telle qu'elle ressort de la base de données européenne d’occupation biophysique des sols Corine Land Cover (CLC), est marquée par l'importance des territoires agricoles (54 % en 2018), en diminution par rapport à 1990 (56,4 %). La répartition détaillée en 2018 est la suivante : 
terres arables (37,8 %), forêts (36,7 %), cultures permanentes (14 %), zones urbanisées (3,2 %), zones industrielles ou commerciales et réseaux de communication (2,5 %), espaces verts artificialisés, non agricoles (2,4 %), zones agricoles hétérogènes (2 %), milieux à végétation arbustive et/ou herbacée (1,1 %), prairies (0,2 %). L'évolution de l’occupation des sols de la commune et de ses infrastructures peut être observée sur les différentes représentations cartographiques du territoire : la carte de Cassini (XVIIIe siècle), la carte d'état-major (1820-1866) et les cartes ou photos aériennes de l'IGN pour la période actuelle (1950 à aujourd'hui).

### Voies de communication et transports

#### Ferroviaire
Rouffach possède une petite gare à l'est de la ville, située sur la ligne Strasbourg-Bâle.

#### Routier
La ville est contournée par la RD 83, voie rapide reliant Colmar et Mulhouse. Une liaison entre l'autoroute A35 et la RD 83 à la hauteur de Rouffach est fonctionnelle depuis fin 2016. La commune de Rouffach possède une enclave située au nord-ouest de Soultzmatt.

## Toponymie
Les érudits du passé, se basant sur des formes latinisées isolées, voyaient dans Rubeacum et Rubeaquum, un toponyme latin signifiant  « eau rouge » (latin rubea aqua « eau rougeâtre » est féminin, « rouge » en latin se disant rubra au féminin), explication reprise parfois telle quelle.
En fait, le nom de la ville est attesté régulièrement sous les formes Rubiaco en 662, Rubac 912, Rubiacum XIIe siècle et enfin Rufiacum 1215.
Ces formes anciennes sont comparables à celles de Royat (Rubiacum 1147), Rougé (in condita Rubiacinse 845), Robiac (de Robiaco 1119),, etc.
D'après les toponymistes,, toutes remontent à Rubiacum, à savoir le type toponymique gallo-roman *RUBIACU, composé du nom de personne Rubius ou Rubbius et du suffixe gallo-roman -ACU. Dans le cas de Rouffach, Rubius a été traité comme Rubus.
Ce suffixe a régulièrement abouti à -ach ou -ich en Alsace et dans les régions germanisées (cf. Altenach, correspondant des Authenay, Autigny, Autignac, etc. ou encore Merzenich (Allemagne, jadis Martiniacum), Martinach (nom suisse allemand de Martigny, Suisse), équivalents des Martigny, Martigné, Martignac, etc.

## Histoire

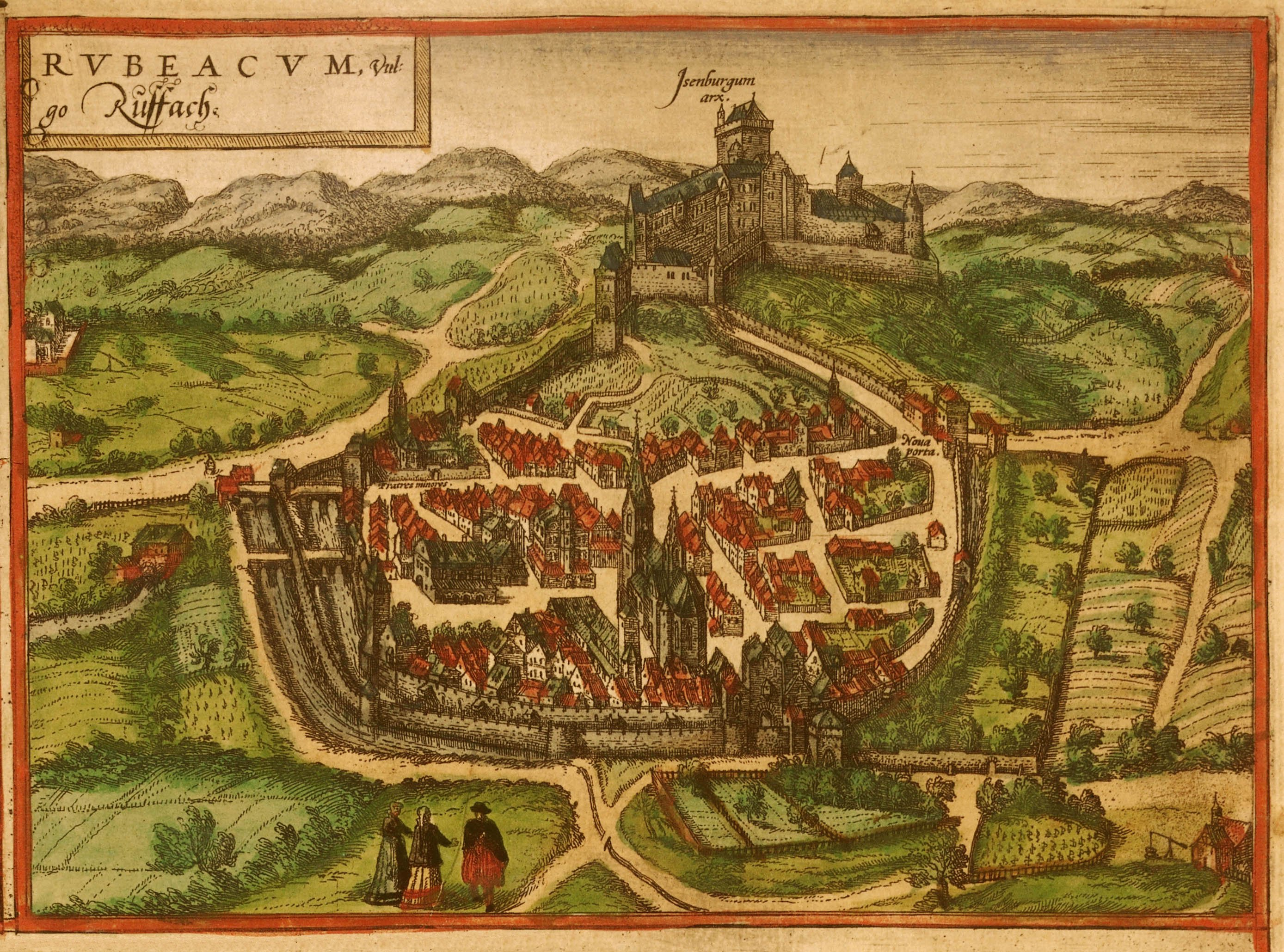
Plan de Rouffach datant de 1548. Les proportions du château y ont été exagérées.

La ville est au Ve siècle, une résidence des rois mérovingiens d’Austrasie qui construisent le château d’Isenbourg.
Au VIIe siècle, la ville connaît un miracle : le futur évêque de Strasbourg, Arbogast, aurait ressuscité le fils du roi Dagobert II, qui offre, reconnaissant, la ville au prince-évêque de Strasbourg. La cité devient alors la capitale des possessions de l’évêché, sous la forme du Haut-Mundat, dont font aussi partie Eguisheim et Soultz. La ville connaît un fort développement qui permet la construction d’une enceinte.
De 1235 à 1288, la ville est le siège du bailliage teutonique de Souabe, Alsace et Bourgogne, circonscription territoriale de l'ordre teutonique.
Pendant la guerre de Trente Ans, la ville est ravagée par les Suédois. À l’issue de la guerre et du rattachement de l’Alsace à la France, le Haut-Mundat est supprimé.
La ville retrouve ensuite la prospérité, notamment grâce à son vignoble, et reste épargnée par les guerres suivantes.
Durant la période de l'occupation nazie, à partir d'octobre 1940, un  « Nationalpolitische Erziehungsanstalt » (Institut National Politique d'Éducation, NEPA, populairement connu comme « Napola ») est abrité dans l'hôpital psychiatrique de la ville.

### Héraldique
| Blason de Rouffach | Les armes de Rouffach se blasonnent ainsi : « D'azur à la Vierge de carnation assise sur un trône d'or, vêtue de gueules et d'azur, tenant de sa main droite une haute fleur de lys d'or, la tête couronnée et entourée d'une gloire de même, sur ses genoux l'Enfant bénissant de carnation, au nimbe crucifère d'or, un écusson de gueules à la bande d'argent brochant en pointe. » |

À l'origine, les armes et les sceaux de Rouffach différaient légèrement. Dès le XVe siècle, la ville utilisait comme armoirie celle de la seigneurie des évêques de Strasbourg : de gueules à la bande d'argent (celui au pied de la vierge). Le sceau de la Vierge à l'Enfant Jésus, patronne de la ville, existait déjà en 1241. En 1634, les deux furent réunis pour former le blason actuel.

## Politique et administration

### Rattachements administratifs et électoraux

#### Circonscriptions de rattachement
Rouffach appartient à l'arrondissement de Thann-Guebwiller et au canton de Wintzenheim depuis le redécoupage cantonal de 2014. Avant cette date, la commune était le chef-lieu du canton de Rouffach.
Pour l'élection des députés, Rouffach fait partie de la deuxième circonscription du Haut-Rhin, représentée depuis juin 2022 par Hubert Ott (Ensemble).

#### Intercommunalité
Depuis le 1er janvier 1994, date de sa création, la commune appartient à la communauté de communes Pays de Rouffach, Vignobles et Châteaux (initialement nommée Communauté de communes du pays de Rouffach) et en est la principale ville ainsi que le siège.
Rouffach fait aussi partie du Grand Pays de Colmar.

#### Institutions judiciaires
Sur le plan des institutions judiciaires, la commune relève du tribunal judiciaire, du tribunal pour enfants, du conseil de prud’hommes, du tribunal de commerce et de la cour d’appel de Colmar, du tribunal administratif de Strasbourg et de la cour administrative d'appel de Nancy.
| Élections                                                  | Élections                     | Circonscription électorale                                     | Élu de la circonscription       | Élu de la circonscription | Élu de la circonscription | Élu de la circonscription |
| Niveau                                                     | Type                          | Circonscription électorale                                     | Titre                           | Nom                       | Début de mandat           | Fin de mandat             |
| ---------------------------------------------------------- | ----------------------------- | -------------------------------------------------------------- | ------------------------------- | ------------------------- | ------------------------- | ------------------------- |
| Commune / Intercommunalité                                 | Municipales et communautaires | Rouffach                                                       | Maire                           | Jean-Pierre Toucas        | 2020                      | 2026                      |
| Commune / Intercommunalité                                 | Municipales et communautaires | Communauté de communes Pays de Rouffach, Vignobles et Châteaux | Président de l'intercommunalité | Jean-Pierre Toucas        | 2020                      | 2026                      |
| Collectivité territoriale / Circonscription départementale | Départementales               | Canton de Wintzenheim                                          | Conseillère d'Alsace            | Monique Martin            | 2021                      | 2028                      |
| Collectivité territoriale / Circonscription départementale | Départementales               | Canton de Wintzenheim                                          | Conseiller d'Alsace             | Lucien Muller             | 2021                      | 2028                      |
| Région                                                     | Régionales                    | Grand Est                                                      | Président du conseil régional   | Jean Rottner              | 2021                      | 2028                      |
| Pays                                                       | Législatives                  | 2e circonscription du Haut-Rhin                                | Député                          | Hubert Ott                | 2022                      | 2027                      |

### Administration municipale
Le nombre d'habitants au dernier recensement étant compris entre 3 500 et 4 999, le nombre de membres du conseil municipal est de 27.

### Budget et fiscalité 2023

La mairie.

En 2023, le budget de la commune était constitué ainsi :
- total des produits de fonctionnement : 6 178 000 €, soit 1 399 € par habitant ;
- total des charges de fonctionnement : 4 839 000 €, soit 1 096 € par habitant ;
- total des ressources d'investissement : 2 188 000 €, soit 495 € par habitant ;
- total des emplois d'investissement : 2 513 000 €, soit 569 € par habitant ;
- endettement : 3 181 000 €, soit 720 € par habitant.

Avec les taux de fiscalité suivants :
- taxe d'habitation : 15,60 % ;
- taxe foncière sur les propriétés bâties : 27,60 % ;
- taxe foncière sur les propriétés non bâties : 55,58 % ;
- taxe additionnelle à la taxe foncière sur les propriétés non bâties : 50,60 % ;
- cotisation foncière des entreprises : 21,52 %.

Chiffres clés Revenus et pauvreté des ménages en 2021 : médiane en 2021 du revenu disponible, par unité de consommation : 25 160 €.

### Environnement
La ville a obtenu en 2007 une troisième fleur au concours des villes et villages fleuris. En 2015, Rouffach a aussi été labellisé « commune nature trois libellules » : elle n’utilise plus aucun produit phytosanitaire pour l’entretien de ses espaces verts.

### Jumelages
Bönnigheim (Allemagne). Rouffach est jumelée depuis 1964 à la ville allemande de Bönnigheim, située dans le Bade-Wurtemberg.

## Population et société

### Démographie

#### Évolution démographique
L'évolution du nombre d'habitants est connue à travers les recensements de la population effectués dans la commune depuis 1793. Pour les communes de moins de 10 000 habitants, une enquête de recensement portant sur toute la population est réalisée tous les cinq ans, les populations de référence des années intermédiaires étant quant à elles estimées par interpolation ou extrapolation. Pour la commune, le premier recensement exhaustif entrant dans le cadre du nouveau dispositif a été réalisé en 2005.

En 2022, la commune comptait 4 186 habitants, en évolution de −7,45 % par rapport à 2016 (Haut-Rhin : +0,66 %, France hors Mayotte : +2,11 %).
| 1793  | 1800  | 1806  | 1821  | 1831  | 1836  | 1841  | 1846  | 1851  |
| ----- | ----- | ----- | ----- | ----- | ----- | ----- | ----- | ----- |
| 4 080 | 3 292 | 4 181 | 4 099 | 3 979 | 3 874 | 3 349 | 3 879 | 3 630 |

| 1856  | 1861  | 1866  | 1871  | 1875  | 1880  | 1885  | 1890  | 1895  |
| ----- | ----- | ----- | ----- | ----- | ----- | ----- | ----- | ----- |
| 4 017 | 3 917 | 3 547 | 3 614 | 3 467 | 3 691 | 3 487 | 3 225 | 3 057 |

| 1900  | 1905  | 1910  | 1921  | 1926  | 1931  | 1936  | 1946  | 1954  |
| ----- | ----- | ----- | ----- | ----- | ----- | ----- | ----- | ----- |
| 2 890 | 2 916 | 3 785 | 3 748 | 4 182 | 4 261 | 4 452 | 4 436 | 4 582 |

| 1962  | 1968  | 1975  | 1982  | 1990  | 1999  | 2005  | 2006  | 2010  |
| ----- | ----- | ----- | ----- | ----- | ----- | ----- | ----- | ----- |
| 4 781 | 5 053 | 4 768 | 4 615 | 4 303 | 4 187 | 4 491 | 4 620 | 4 574 |

| 2015  | 2020  | 2022  | - | - | - | - | - | - |
| ----- | ----- | ----- | - | - | - | - | - | - |
| 4 505 | 4 187 | 4 186 | - | - | - | - | - | - |

### Enseignement
Deux écoles maternelles sont présentes sur la Ville de Rouffach (André Malraux et Aux remparts), une école primaire (Xavier Gerber), un collège public d'enseignement secondaire, le collège Jean-Moulin et un collège privé d'enseignement primaire et secondaire, l'Institut Saint-Joseph. 
Un EPLEFPA (Établissement Public Local d'Enseignement et de Formation Professionnelle Agricole) est aussi présent, Les Sillons de Haute-Alsace, qui dispose de trois établissements à Rouffach : le Lycée d'Enseignement Général, Technologique et Professionnel Agricole de Rouffach, le CFAA du Haut-Rhin et CFPPA du Haut-Rhin.

### Activité sportive et activité d'été

#### Activité sportive
La Ville de Rouffach dispose de plusieurs infrastructures et clubs sportifs dont :
- Un club de tennis (2 courts couverts et de 4 courts en plein air dont deux en « terre battue ») ;
- Un club de Handball (COSEC) ;
- Un centre équestre ;
- Un club de Judo (COSEC) ;
- Un club de quille (Maison des associations L'ESCAPADE) ;
- Un club de Golf (parcours de 18 trous) ;
- Un club de football (2 terrains, dont un synthétique) ;
- Un club d'athlétisme (piste 100 m et salle polyvalente).

#### Activité d'été
La communauté de communes propose plusieurs activités d'été pour les jeunes comme un centre aéré, une journée à Europa-Park, une journée « Laser game » ou « paintball », une journée au Parc des Eaux Vives, etc.

### Santé
Professionnels et établissements de santé :
- Médecins à Rouffach, Gueberschwihr, Soultzmatt, Merxheim.
- Pharmacies à Rouffach, Gueberschwihr, Soultzmatt, Issenheim.
- Hôpitaux à Rouffach, Guebwiller, Gunsbach, Ensisheim, Turckheim.

## Économie et services à la population
- Centre hospitalier (psychiatrie)
- Première zone d'activité ayant reçu le label « zone d'activités numérique » (ZAN)
- Médiathèque de secteur
- Rouffach dépend de la Sous-Préfecture de Thann.

### Entreprises et commerces
- Rouffach fait partie de la communauté de communes « Pays de Rouffach, Vignobles et Châteaux » (CC PAROVIC). La CC PAROVIC regroupe 11 communes : Rouffach, Eguisheim, Gueberschwihr, Gundolsheim, Hattstatt, Obermorschwihr, Osenbach, Pfaffenheim, Vœgtlinshoffen, Westhalten et Husseren les Châteaux.

#### Agriculture
- Culture de la vigne.
- Culture de céréales, de légumineuses et de graines oléagineuses.
- Élevage d'ovins et de caprins.

#### Tourisme
- Hébergements et restauration à Rouffach, Pfaffenheim, Westhalten, Gueberschwihr.

#### Commerces
- Commerces et services de proximité[79].

#### Zone économique
La zone d'activité à l'est de la ville est dominée par l'entreprise Mahle Behr France, fabricant de climatiseur automobile ; mais également par la recherche pharmaceutique : Clean Data Managment.
Les deux autres grands employeurs de la commune sont le Centre hospitalier de Rouffach ouvert en 1909 ainsi que le supermarché Intermarché.

## Culture et patrimoine

### Lieux et monuments

#### Édifices classés Monuments historiques
- Église Notre-Dame de l'Assomption (ou Église Saint-Arbogast), église en grès jaune mêlant styles roman et gothique. Une des deux tours est inachevée. La façade comporte une magnifique rosace à vingt lancettes. La nef est en style roman tardif alsacien du XIIIe siècle[80].

- Ancienne halle aux blés (XVIe siècle)[81], aujourd'hui « Musée du bailliage », musée d'histoire locale géré par la Société d'histoire et d'archéologie du canton de Rouffach[82].
- Tour des Sorcières, La tour des sorcières est la dernière tour subsistant des fortifications de la ville. La base ronde est la partie la plus ancienne et date du XIIIe siècle. Le reste de la tour a été construit dans le XIVe siècle. Elle a servi de prison pendant des siècles[83].

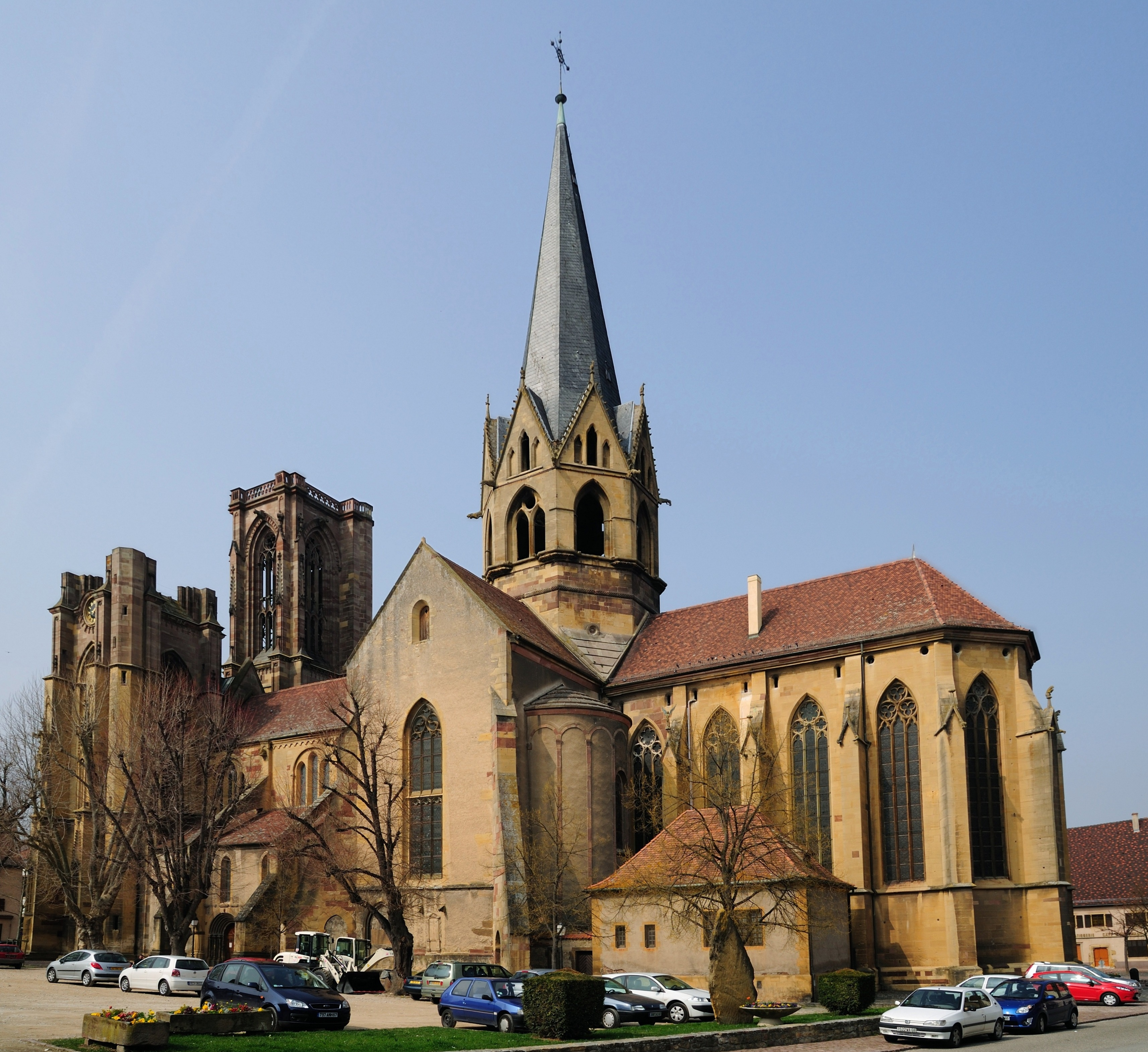
Église Notre-Dame de l'Assomption.
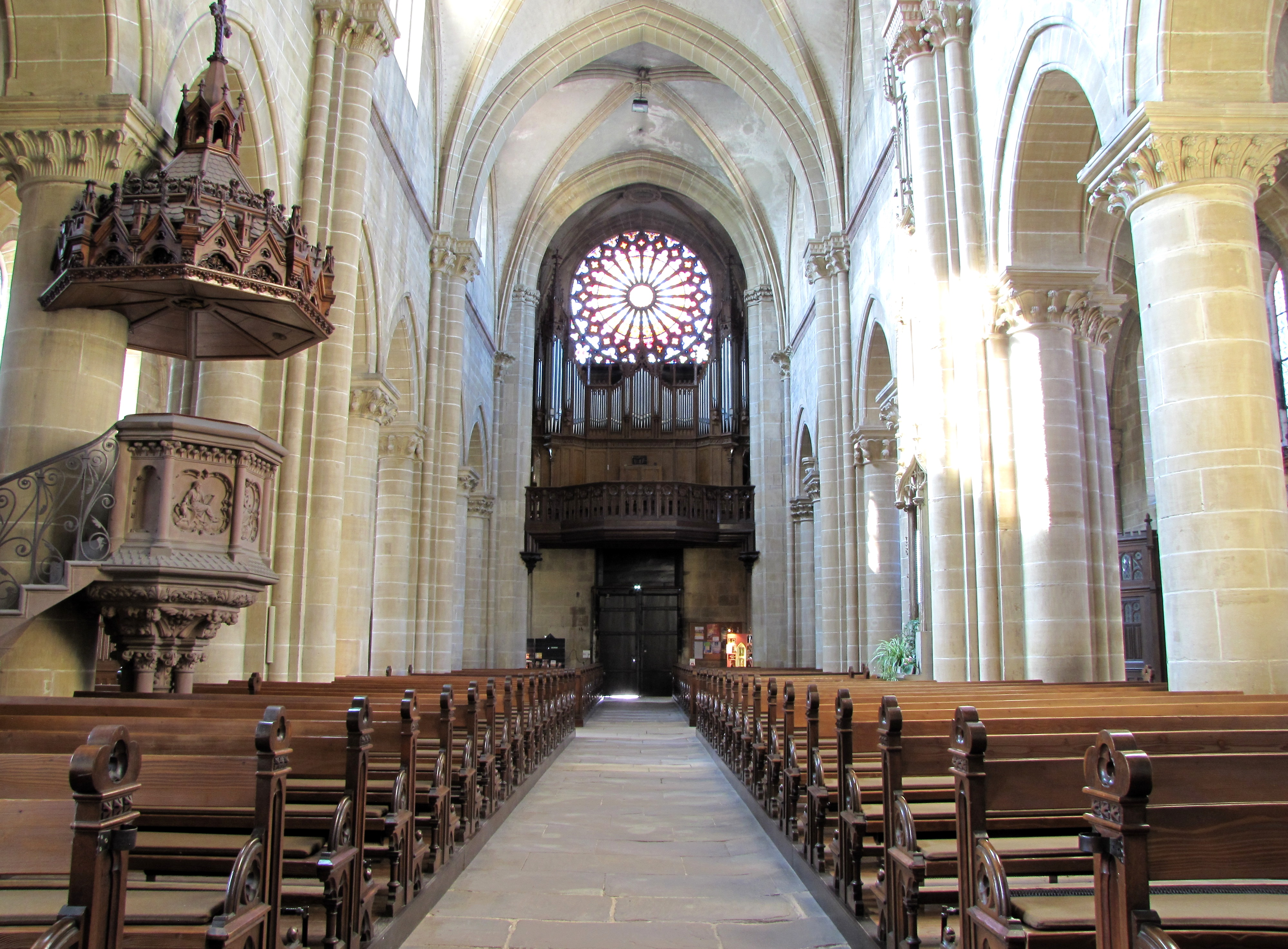
Intérieur de l'église Notre-Dame de l'Assomption.
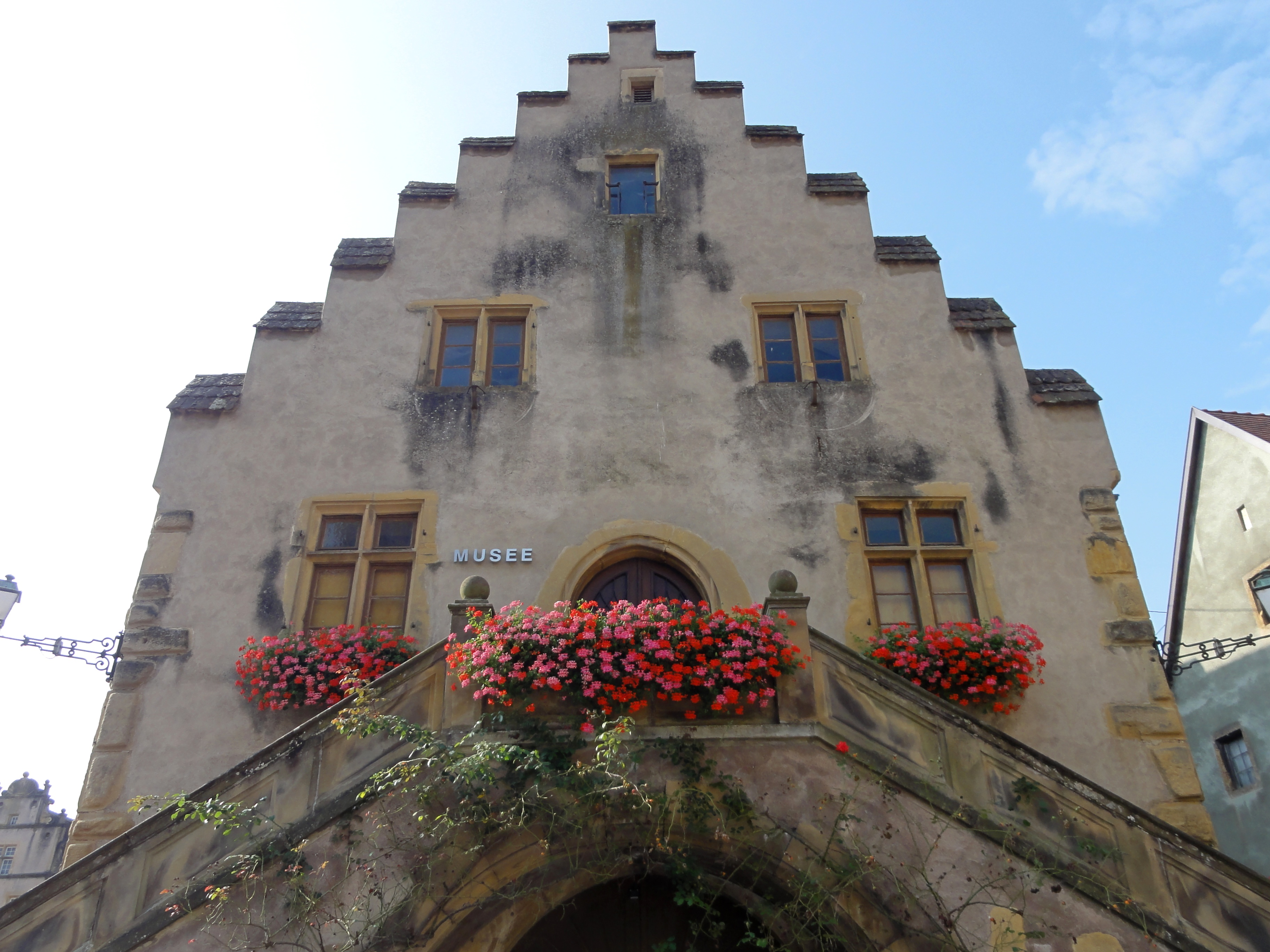
Ancienne halle aux blés (1524), Musée du bailliage.
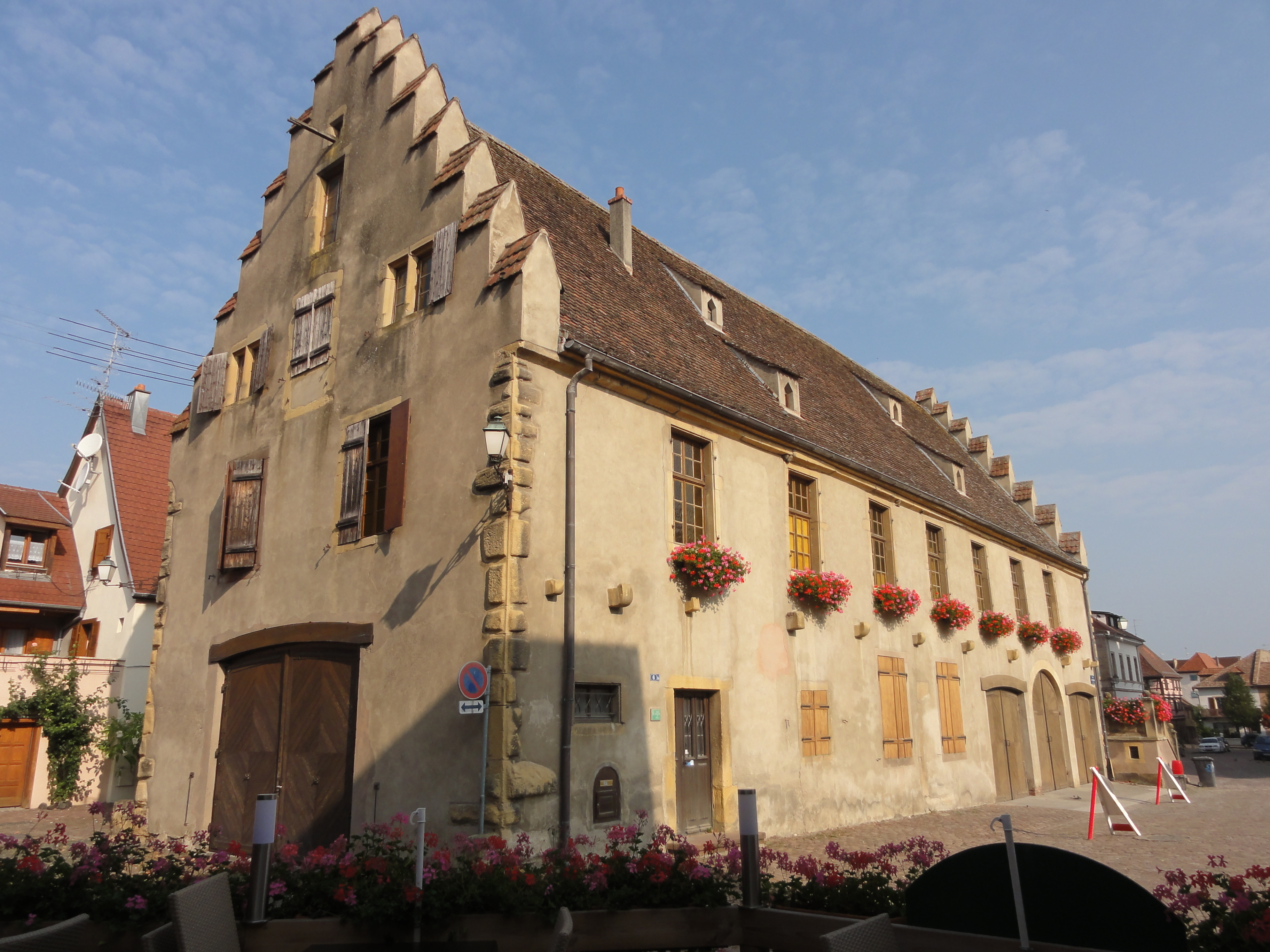
Ancienne halle aux blés (1524), Musée du bailliage.

- Ancien hôtel de ville de 1581.
- Couvent des Récollets, aujourd'hui à l'abandon et église Sainte-Catherine.
- Vestiges de l'ancienne synagogue classés par arrêté du 23 mars 1921[84] - Synagogue, maison[85].

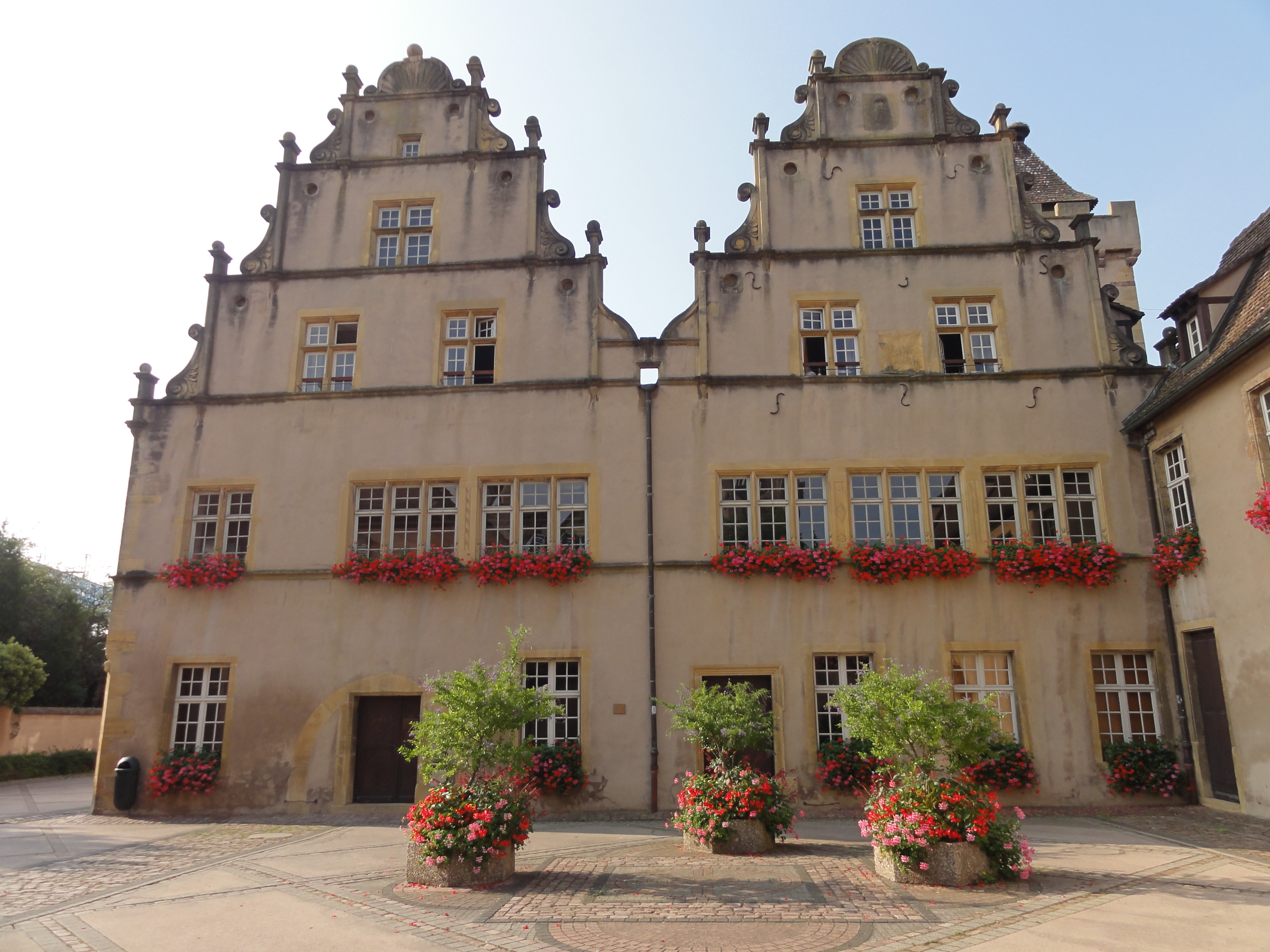
Ancien hôtel de ville (1581).
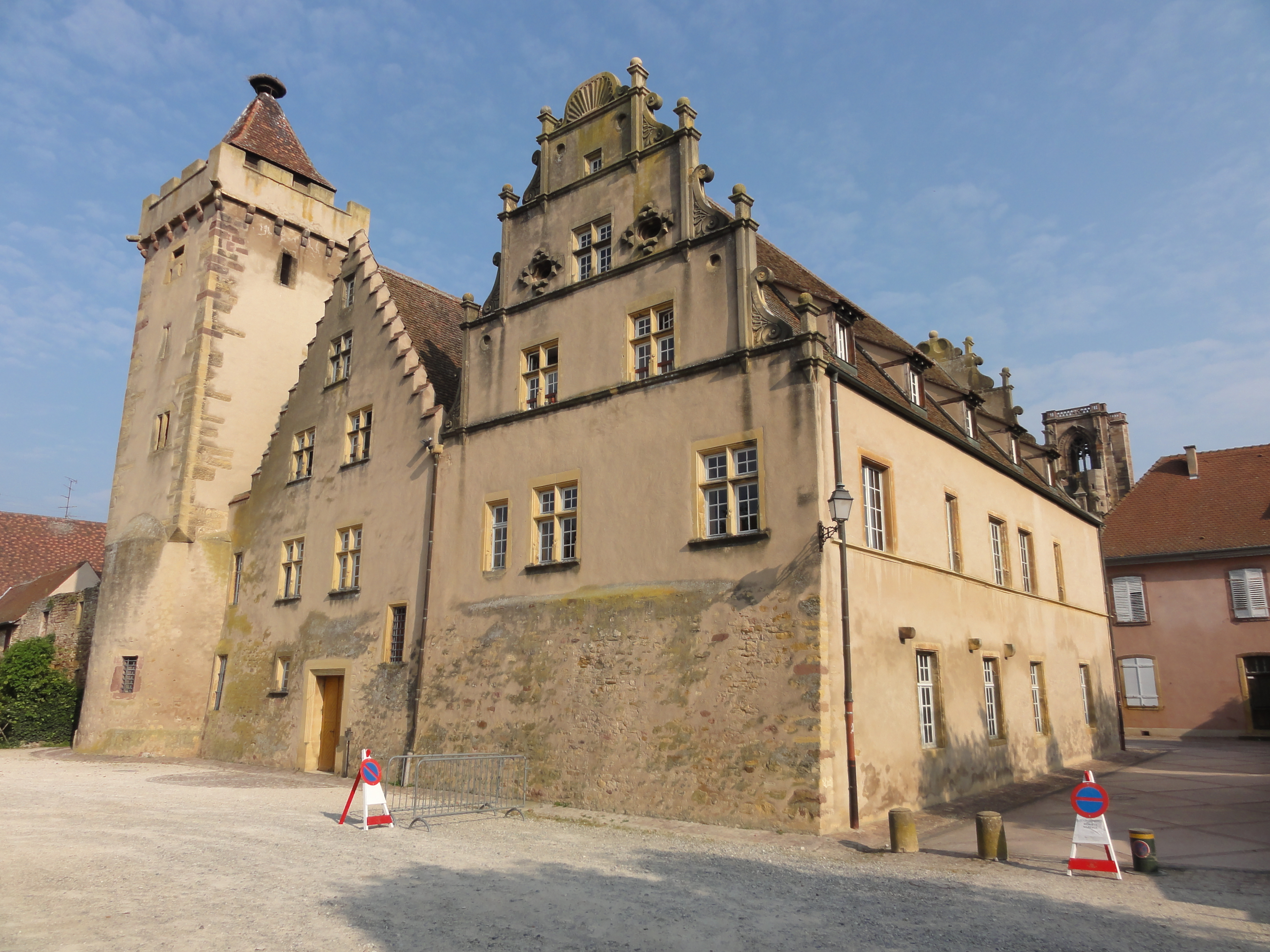
Ancien hôtel de ville (1581) et Tour des Sorcières.
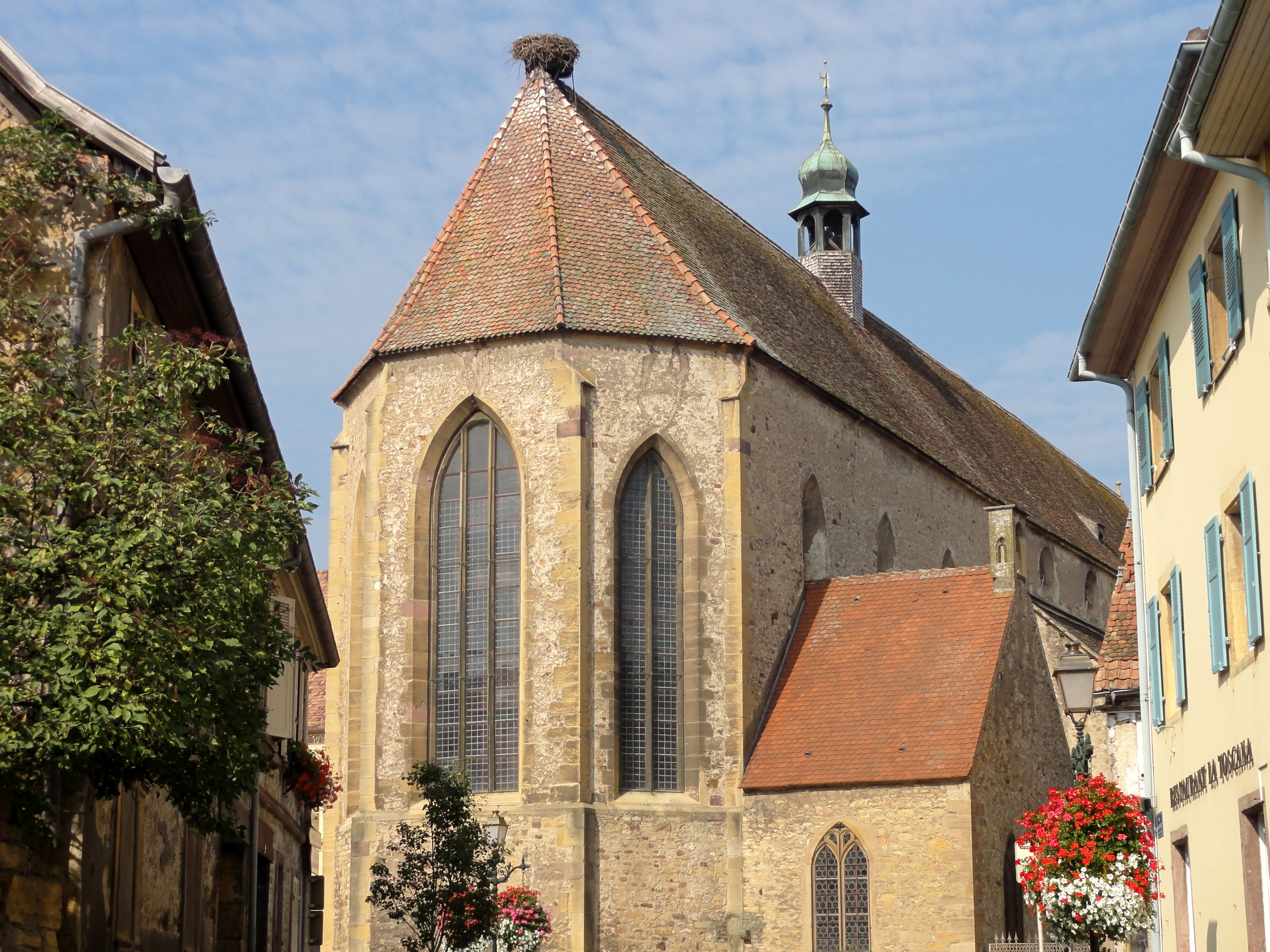
Ancien Couvent de franciscains, des Récollets (XVIIe-XVIIIe).
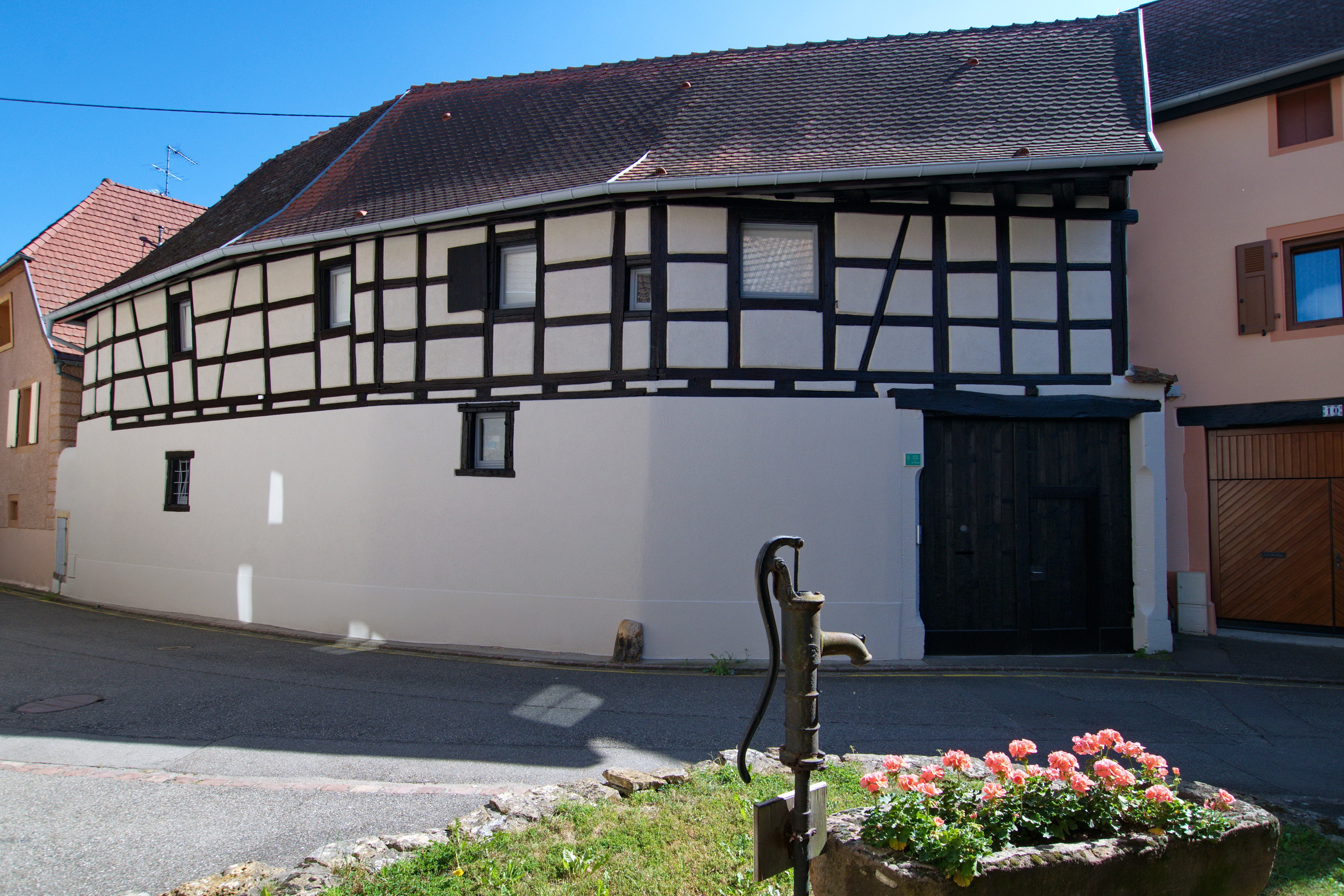
Vestiges de l'ancienne synagogue (XIIIe-XVIIIe).

#### Édifices inscrits sur l'inventaire supplémentaire des monuments historiques
- Maison de l'Œuvre Notre-Dame (1490), actuellement restaurant, 7 place de la République.
- Maison des Trois-Dames (XVe), 15 rue du Maréchal-Lefebvre[86].
- Ancienne commanderie de chevaliers teutoniques (XVIe-XVIIe), 2 rue Claude-Ignace-Callinet.
- Maison de vigneron (XVIe-XVIIIe), 8-10 rue Rettig.
- Maison (XVIe), ancien siège de corporation « À l'Éléphant », 4 rue de la Poterne.
- Maison (XVIe-XVIIe), 2 rue de la Poterne.
- Maison dite « maison Callinet » (XVIe), 17 rue Raymond-Poincaré ; atelier de facture d'orgues entre 1787 et 1872.
- Maison de notable, anciennement commanderie de l'Ordre Teutonique, actuellement institution Saint-Joseph. La logette porte les armoiries bûchées du « Hochmeister » Franz Ludwig von der Pfalz-Neuburg, évêque de Mayence[87].
- Maison (1620), 23 rue Poincaré.
- Maison (XVIIe), 5 rue du Marché.
- Ancien presbytère (XVIe-XVIIIe), 12 Rue des prêtres

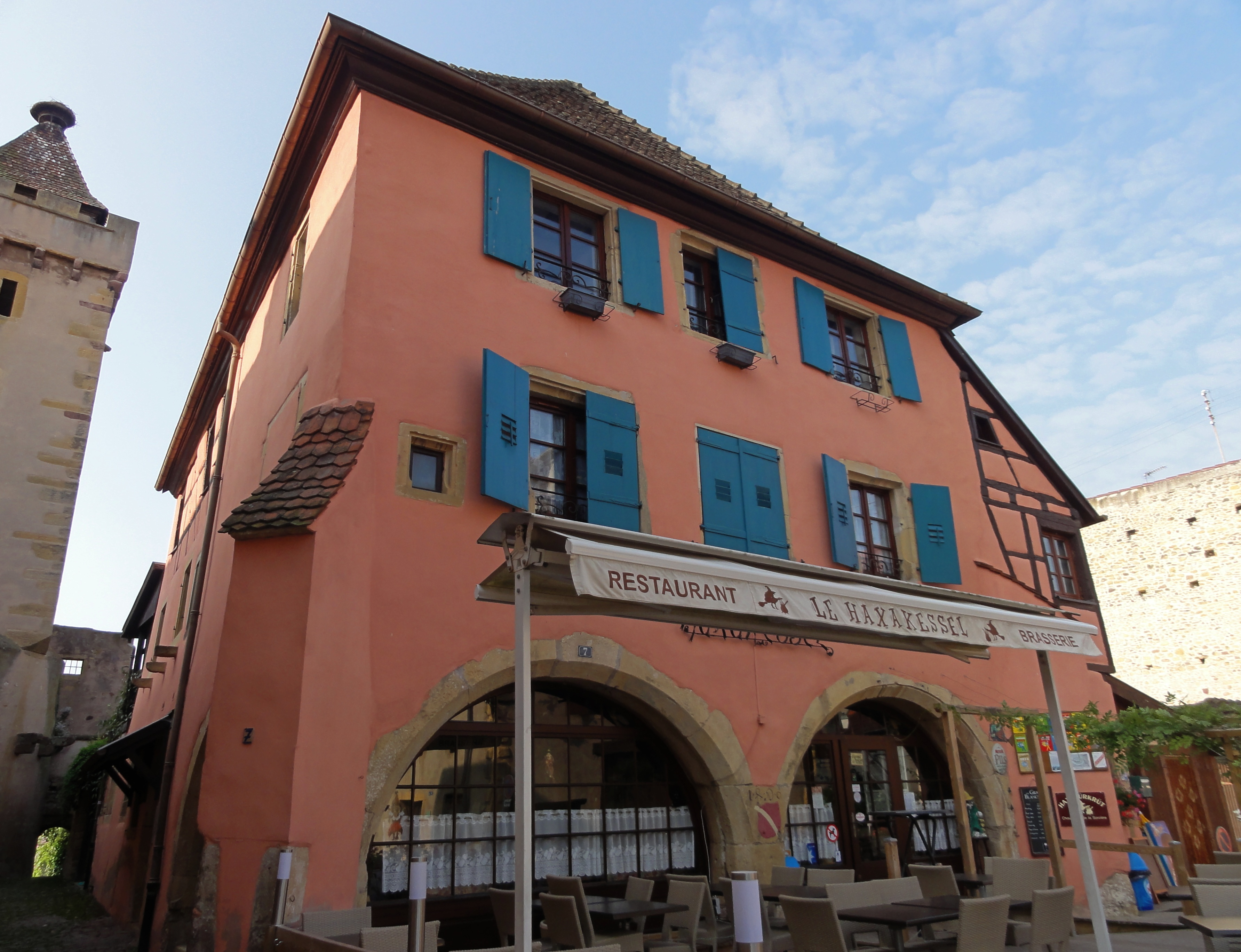
Maison de l'Œuvre Notre-Dame (1490).
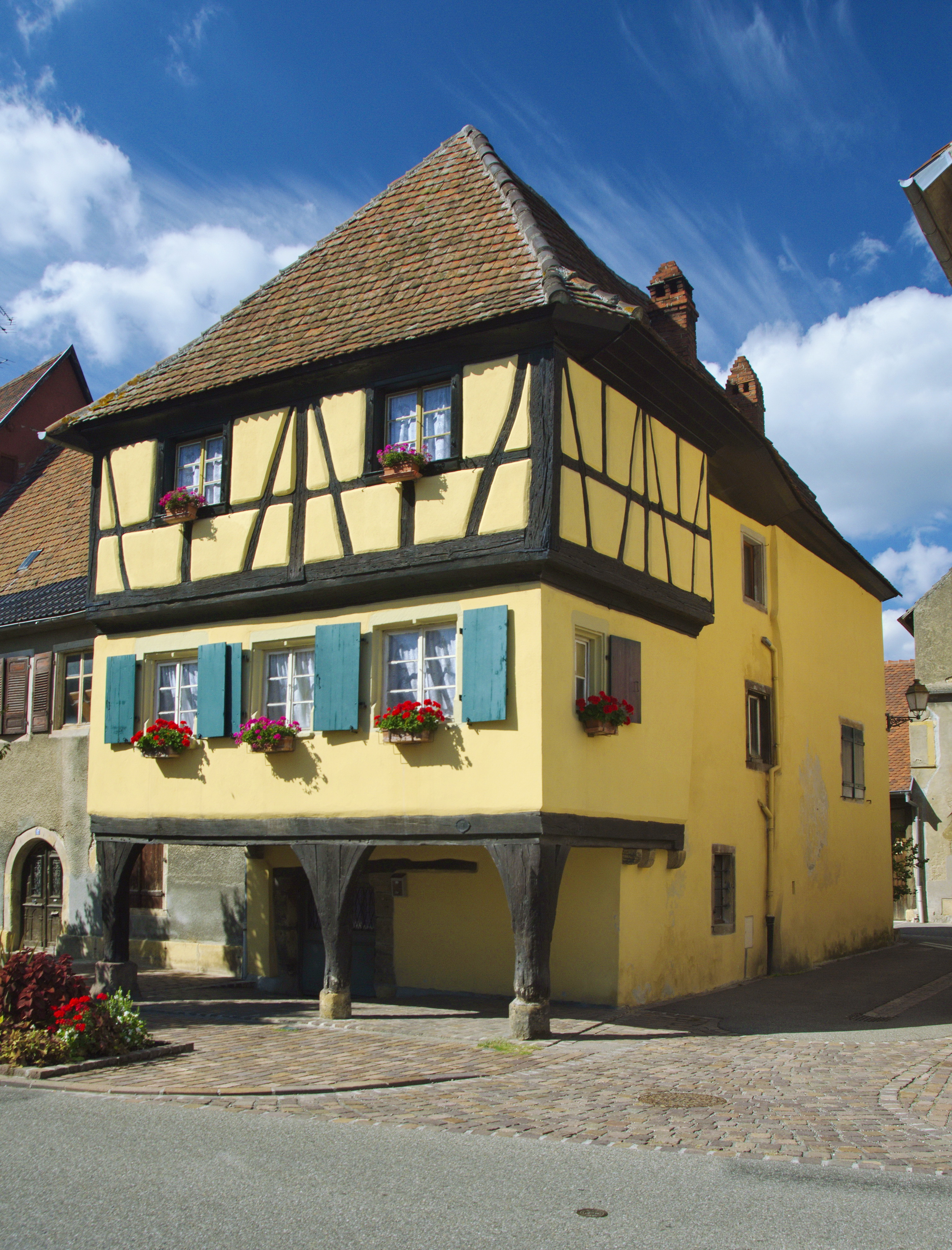
Maison des Trois-Dames (XVe), 15 rue du Maréchal-Lefebvre.
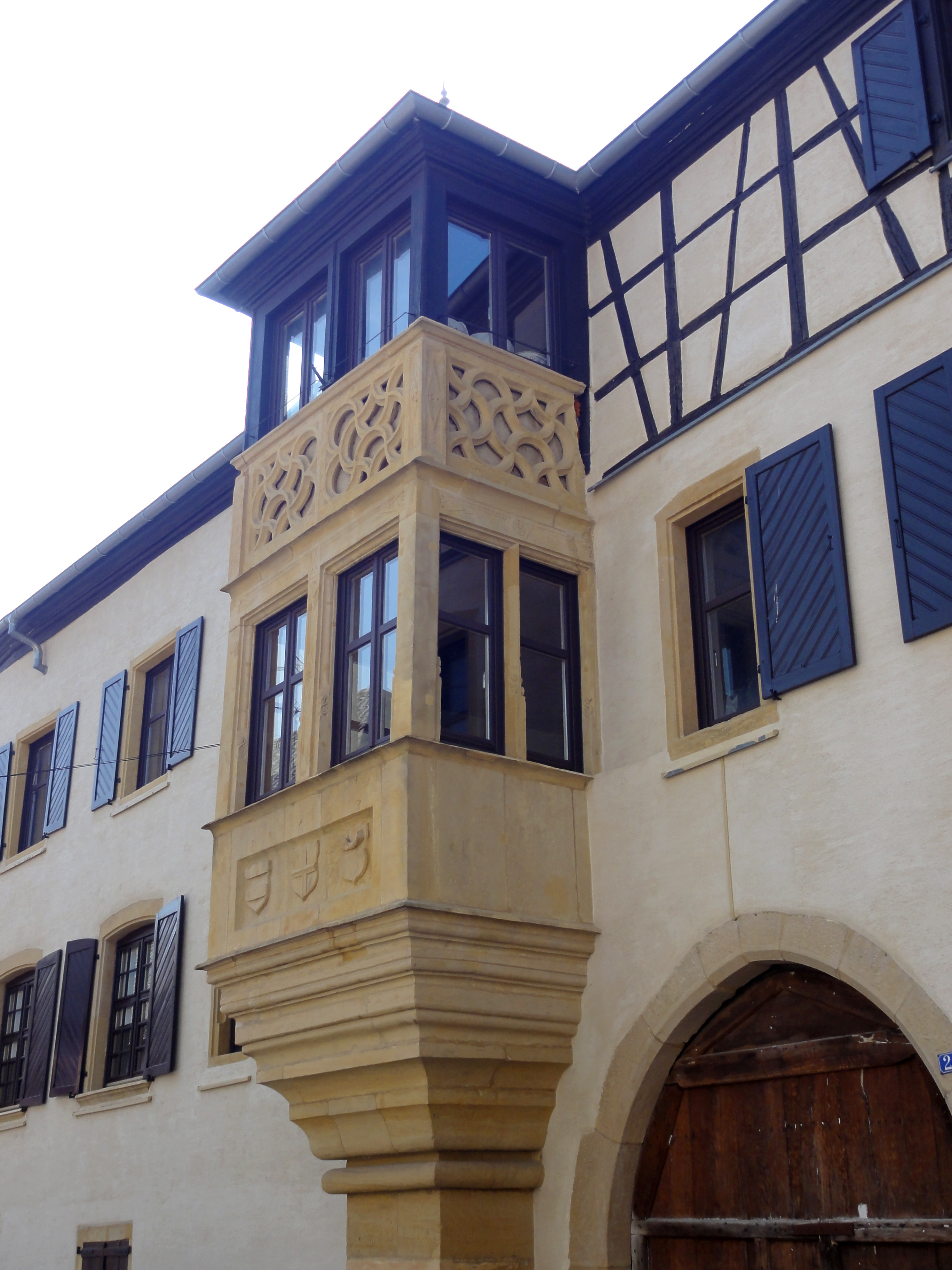
Ancienne commanderie de chevaliers teutoniques (XVIe-XVIIe), 2 rue Claude-Ignace-Callinet.
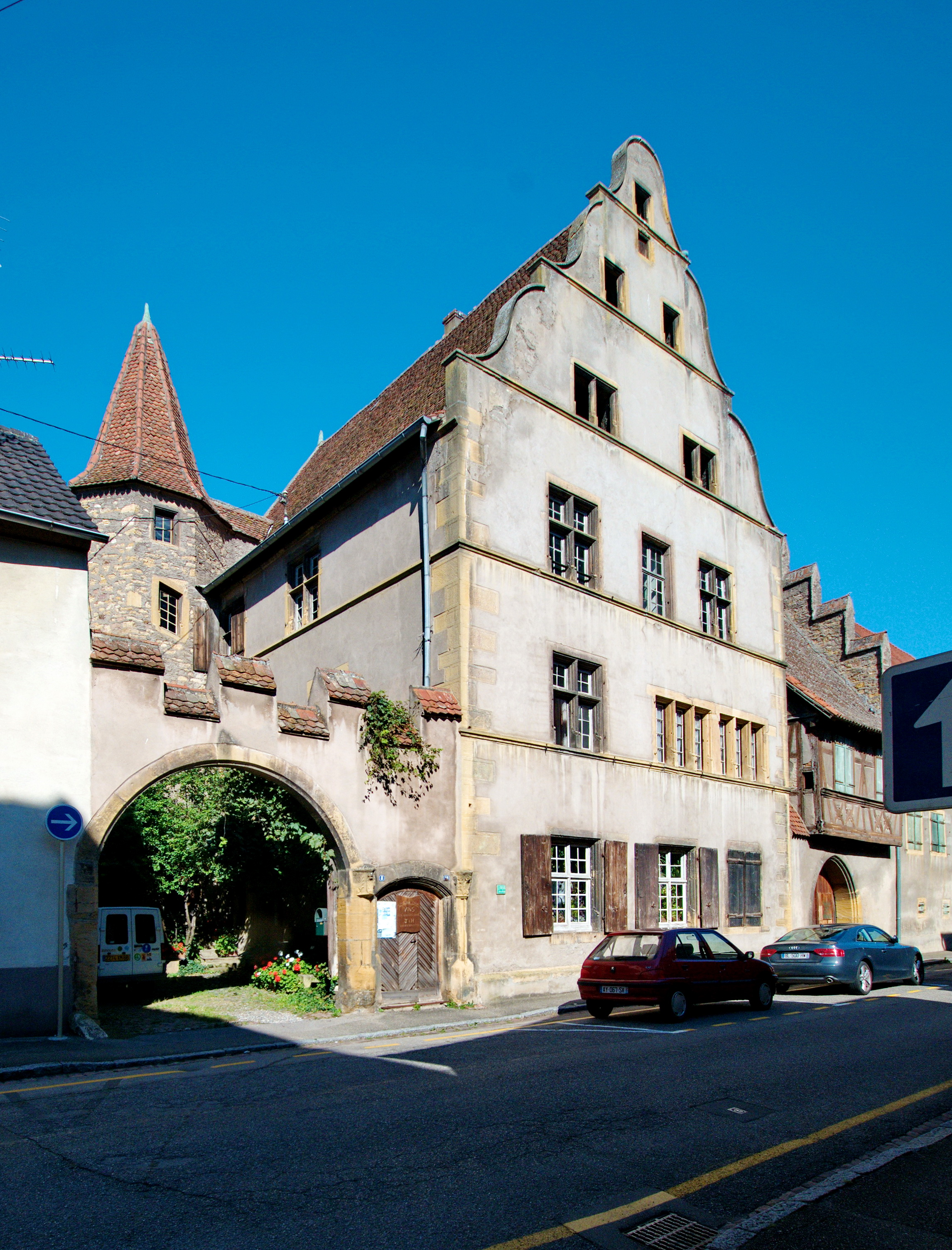
Maison de vigneron (XVIe-XVIIIe), 8-10 rue Rettig.
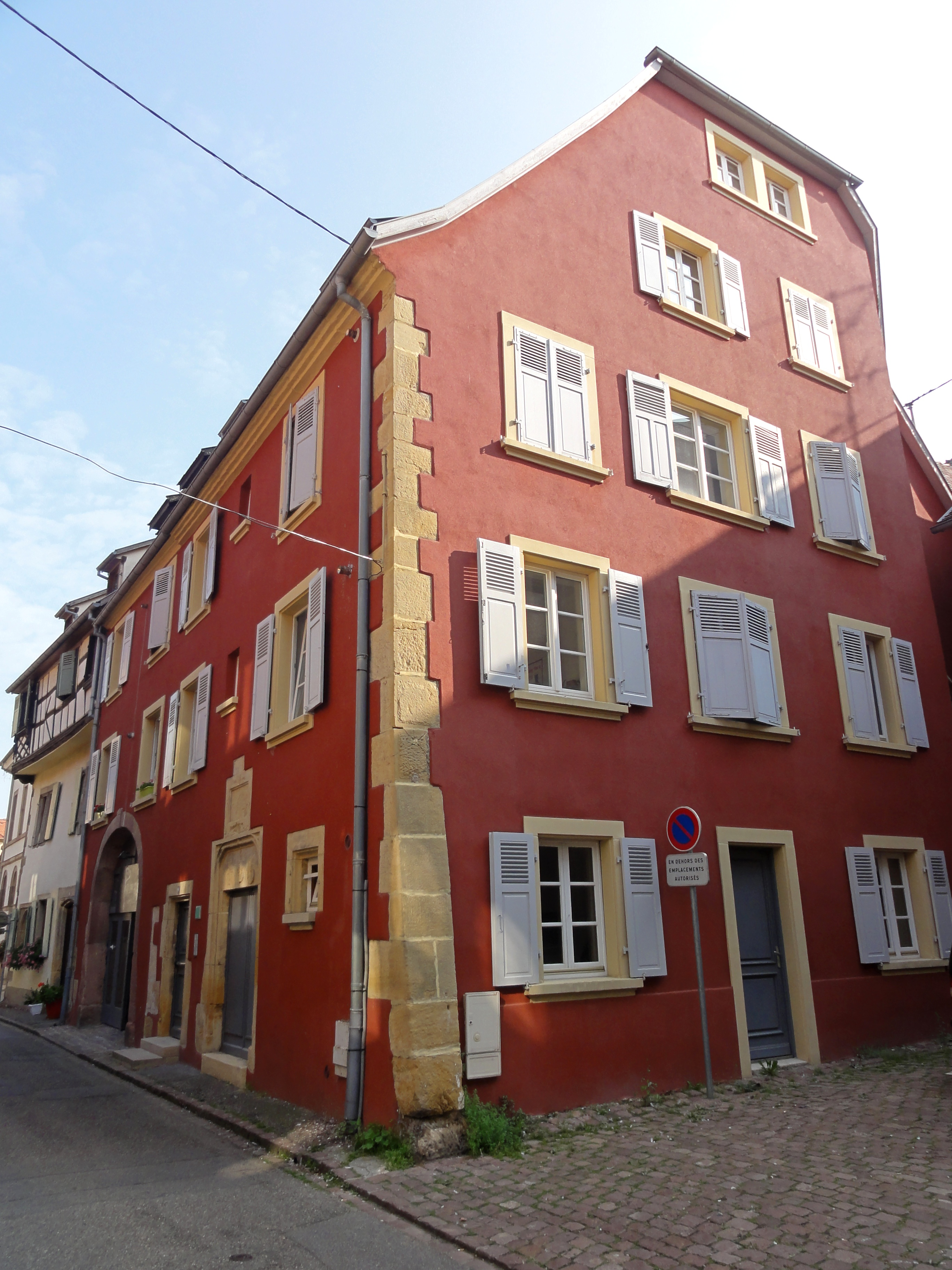
Maison (XVIe), ancien siège de corporation « À l'Éléphant », 4 rue de la Poterne.
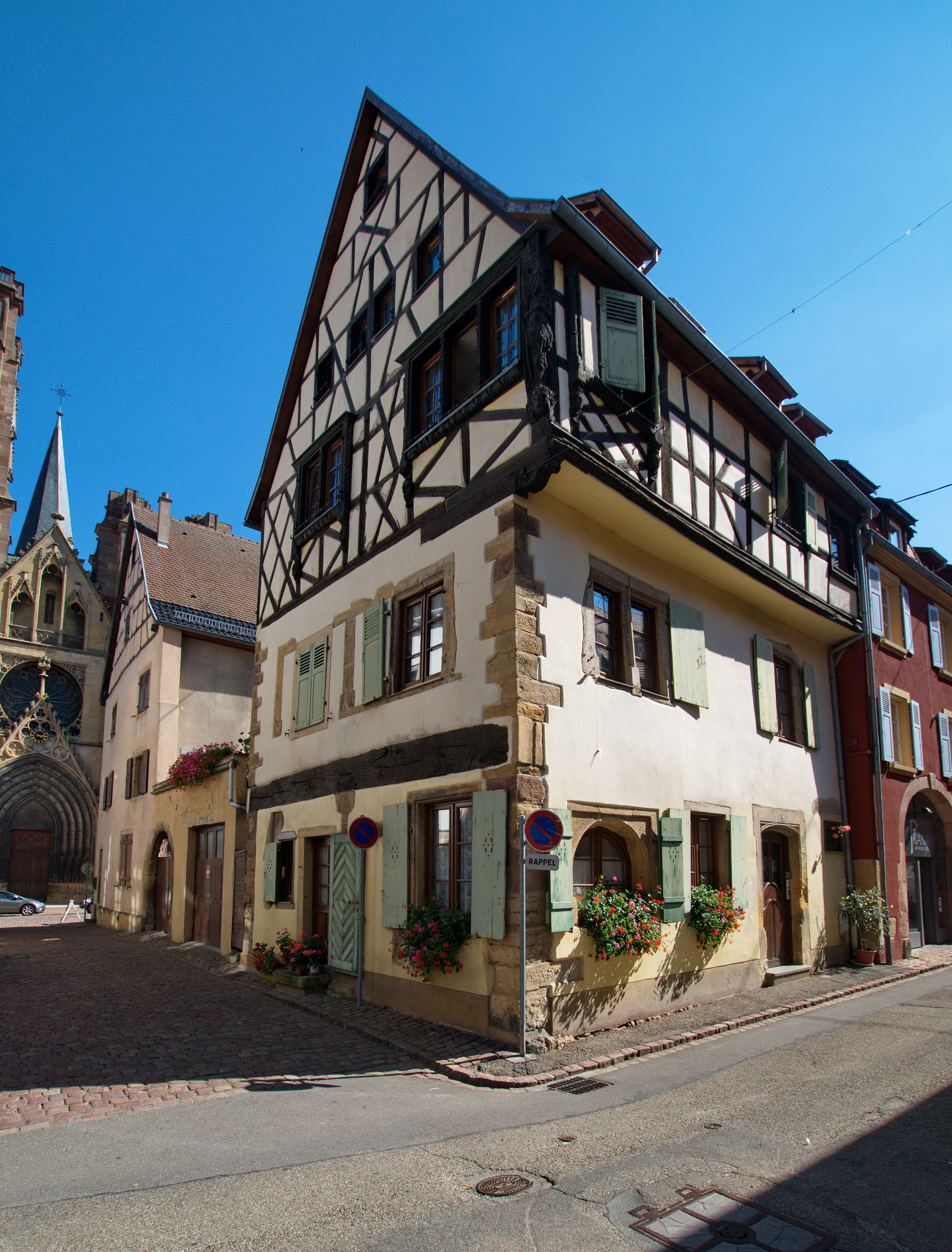
Maison (XVIe-XVIIe), 2 rue de la Poterne.
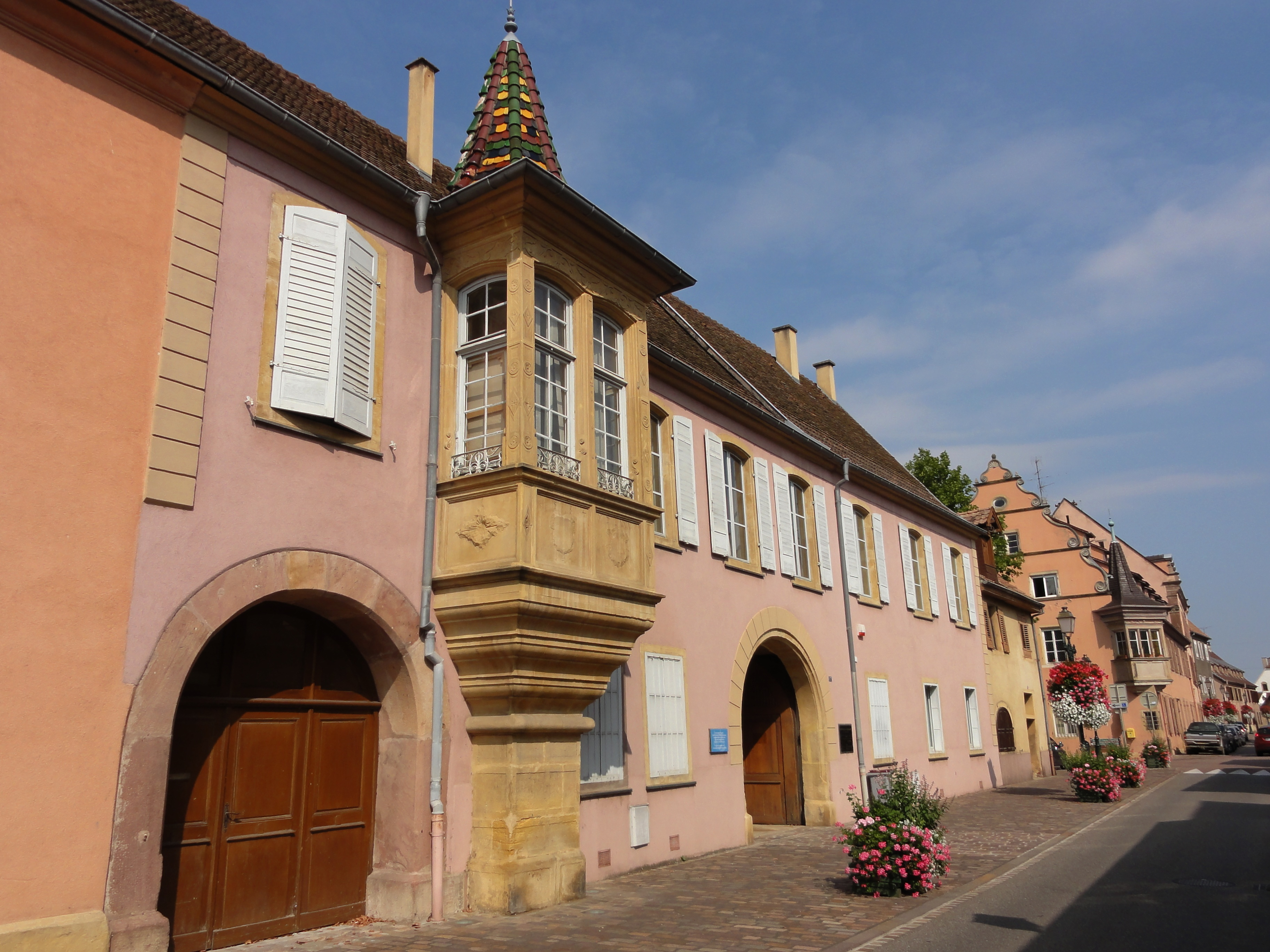
Maison dite « maison Callinet » (XVIe), 17 rue Raymond-Poincaré.
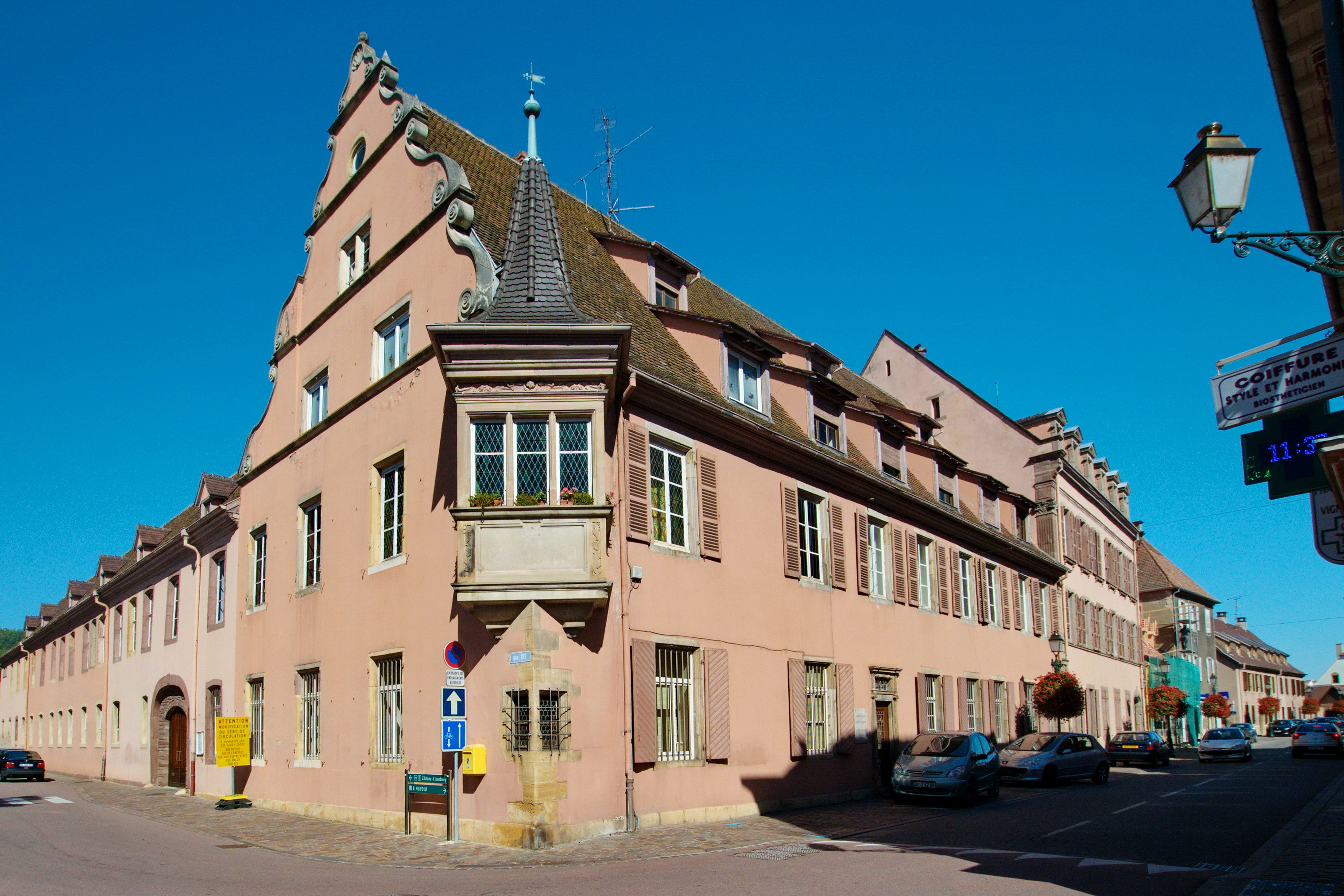
Maison de notable, anciennement commanderie de l'Ordre Teutonique, actuellement institution Saint-Joseph.
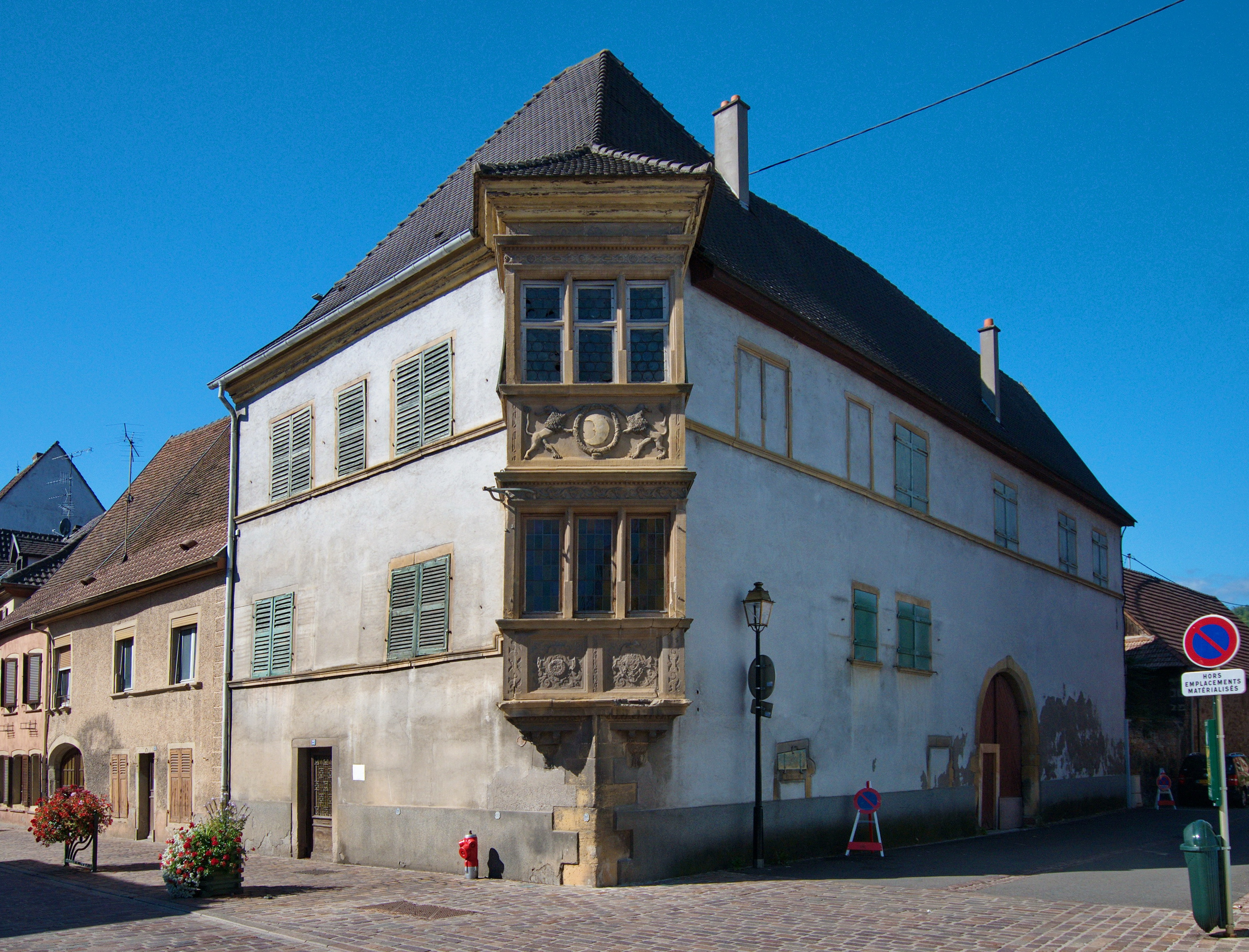
Maison (1620), 23 rue Poincaré.
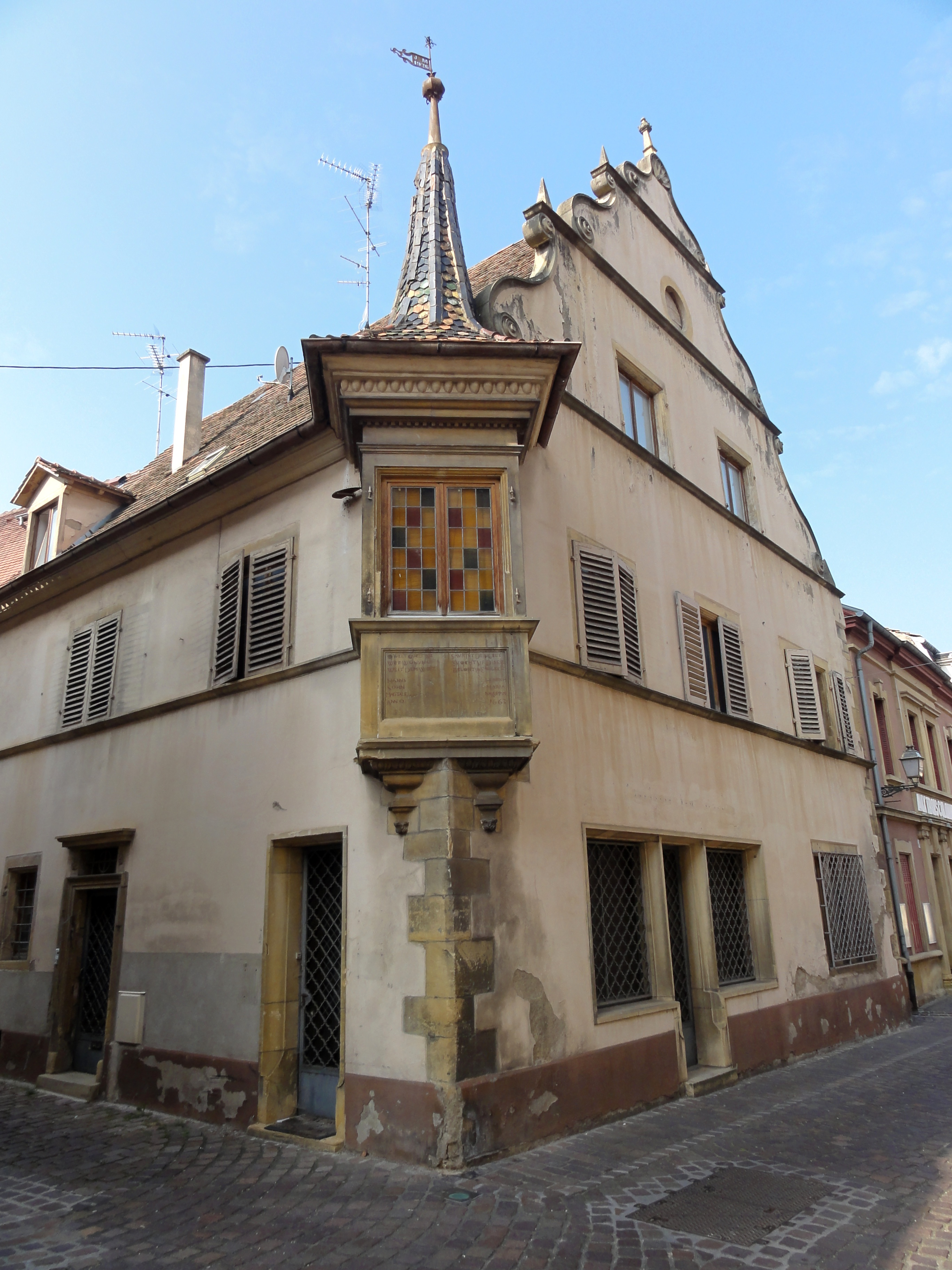
Maison (XVIIe), 5 rue du Marché[88].

#### Autres lieux et édifices

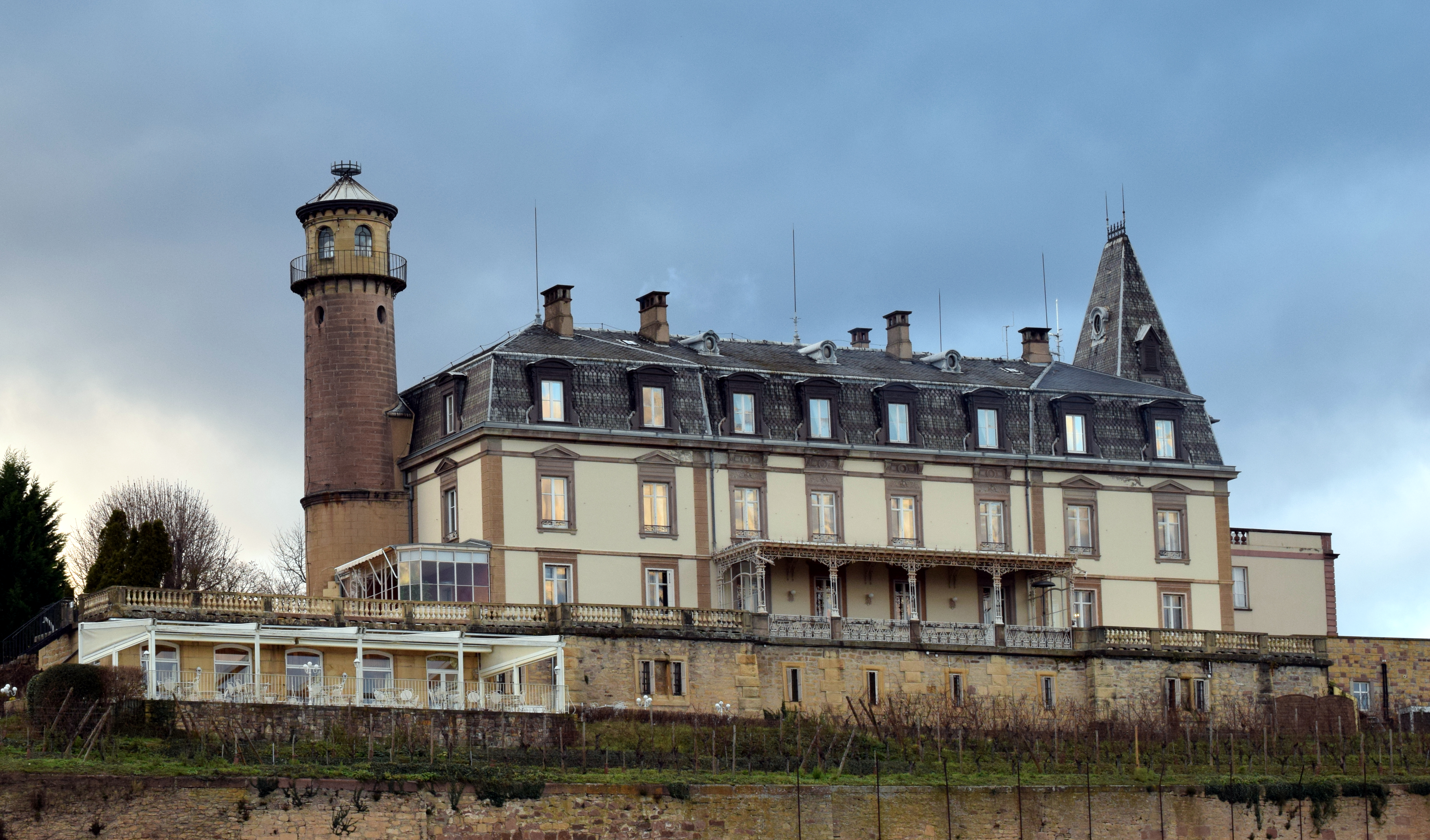
Château d'Isenbourg.

- Château d'Isenbourg fut habité par le roi Dagobert II et son fils Sigebert. Aujourd'hui c'est un hôtel de luxe.
- Lycée d'Enseignement Général Technique, Agricole et Viticole (LEGTAV).
- Le nouveau monument aux morts[89].
- La porte renaissance de la boulangerie rue du Marché[90].
- Le puits et les fontaines :
  - Le puits renaissance de la rue du Marché[91],
  - La fontaine dédiée à Guillaume de Honstein[92],
  - La Fontaine Saint-Urbain[93].
- La chapelle de l'Oelberg[94].
- Les croix :
  - La croix de 1822[95],
  - La croix du Square des Humanistes[96].
- Le buste du maréchal d'Empire François-Joseph Lefebvre[97].
- La grande statue de Saint Jean Népomucène[98].
- La petite statue de Saint Jean Népomucène[99].

### Une légende jadis connue
On racontait qu'à Rouffach la potence était impressionnante. Un jour, un bourg voisin dont le gibet se trouvait en mauvais état pria Rouffach de lui prêter le sien. Les gens de Rouffach refusèrent : leur gibet était fait pour eux et leurs enfants, et non pour des étrangers.

### Festivités
- Le concert de l'Union Musicale de Rouffach, tous les troisièmes samedi de janvier.
- Trail du Petit-Ballon (courses de 54, 28, 16 et 7 km): début mars
- Foire La passion d'un terroir Sa-Cré: week-end de l'Ascension
- La nuit du Tourisme: mi-juillet
- Le Festival de musique international Musicalta: de mi-juillet à mi-août
- Fête de la sorcière, le  samedi suivant le 14 juillet: fête médiévale et familiale, réalisée par des bénévoles rassemblés en confrérie. Cette dernière conduit le cortège et intronise les nouvelles sorcières. Après une série d'animations dans la journée, les participants sont invités le soir à emprunter le Sentier de l'étrange[101]. Créée en 1994, elle accueille 10 000 personnes en une seule journée ; en 1996, elle reçut le 3e prix de la meilleure fête en France ; elle est célèbre pour son sentier de l'étrange.
- Rouffach en fête: début août
- Marche populaire: dernier weekend d'octobre, organisée par l'accordéon-club de Rouffach : 5, 11, 20 et 30 km
- Le marché de Noël artisanal: début décembre

### Personnalités liées à la commune
- Woelflin de Rouffach († 1355), sculpteur, maître d'œuvre, actif sur le chantier de l'église Notre-Dame.
- Conrad Pellican (1478- 1556), humaniste, philologue hébraïsant et théologien protestant qui est l'un des précurseurs des études judaïques en allemand.
- Valentin Boltz (de) (1515-1560), théologien et écrivain.
- Conrad Lycosthenes (1518-1561), humaniste et encyclopédiste.
- Johannes Remus Quietanus (1588-1654), alias Johann Ruderauf, médecin et astronome.
- Georg Franz Müller (de) (1646-1723), globe-trotter, auteur d'un remarquable carnet de voyage.
- François-Joseph Lefebvre (1755-1820), maréchal de Napoléon Bonaparte, commandant la Vieille Garde de 1812 à 1814, duc de Dantzig et mari de la célèbre Madame Sans-Gêne.
- Claude-Ignace Callinet (1803-1874) et son fils Louis-François Callinet (1834-1890) : facteurs d'orgues, de la maison Daublaine-Callinet.
- Hubert Ott (1964-aujourd'hui) : député du Haut-Rhin.

## Pour approfondir